# Liste de sélectionneurs d'équipes nationales masculines de football
Cet article présente une liste des sélectionneurs actuels des équipes nationales masculines de football, ainsi qu'une liste des sélectionneurs vainqueurs des principales compétitions organisées par la FIFA et ses confédérations.

## Sélectionneurs actuels des équipes nationales masculines de football

### Confédération asiatique de football (AFC)

Carte des pays membres de l'AFC.

| \| Pays \| Nom \| Depuis (le) \| Ancienneté \| Réf. \| \| Afghanistan \| Vincenzo Alberto Annese \| 25 juin 2025 \| 1 mois et 26 jours \| [1] \| \| Arabie saoudite \| Hervé Renard \| 26 octobre 2024 \| 9 mois et 25 jours \| [2] \| \| Australie \| Tony Popović \| 23 septembre 2024 \| 10 mois et 28 jours \| [3] \| \| Bahreïn \| Dragan Talajić \| 21 février 2024 \| 1 an, 5 mois et 30 jours \| [4] \| \| Bangladesh \| Javier Fernández Cabrera \| 8 janvier 2022 \| 3 ans, 7 mois et 12 jours \| [5] \| \| Bhoutan \| Atsushi Nakamura \| 7 août 2024 \| 1 an et 13 jours \| [6] \| \| Birmanie \| Myo Hlaing Win \| 10 septembre 2024 \| 11 mois et 10 jours \| [7] \| \| Brunei \| Vinícius Eutrópio \| 20 septembre 2024 \| 11 mois \| [8] \| \| Cambodge \| Koji Gyotoku \| 12 septembre 2024 \| 11 mois et 8 jours \| [9] \| \| Chine \| Dejan Đurđević (intérim) \| 27 juin 2025 \| 1 mois et 24 jours \| [10] \| \| Corée du Nord \| Sin Yong-nam \| 2023 \| 2 ans \| [réf. nécessaire] \| \| Corée du Sud \| Hong Myung-bo \| 7 juillet 2024 \| 1 an, 1 mois et 13 jours \| [11] \| \| Émirats arabes unis \| Cosmin Olăroiu \| 19 avril 2025 \| 4 mois et 1 jour \| [12] \| \| Guam \| Ross Awa \| 8 janvier 2023 \| 2 ans, 7 mois et 12 jours \| [13] \| \| Hong Kong \| Ashley Westwood \| 28 août 2024 \| 11 mois et 23 jours \| [14] \| \| Inde \| Khalid Jamil \| 1er août 2025 \| 19 jours \| [15] \| \| Indonésie \| Patrick Kluivert \| 8 janvier 2025 \| 7 mois et 12 jours \| [16] \| \| Irak \| Graham Arnold \| 9 mai 2025 \| 3 mois et 11 jours \| [17] \| \| Iran \| Amir Ghalenoei \| 12 mars 2023 \| 2 ans, 5 mois et 8 jours \| [18] \| \| Japon \| Hajime Moriyasu \| 1er août 2018 \| 7 ans et 19 jours \| [19] \| \| Jordanie \| Jamal Sellami \| 22 juin 2024 \| 1 an, 1 mois et 29 jours \| [20] \| \| Kirghizistan \| Maksim Lisitsyn \| 14 juin 2024 \| 1 an, 2 mois et 6 jours \| [21] \| \| Koweït \| Juan Antonio Pizzi \| 17 juillet 2024 \| 1 an, 1 mois et 3 jours \| [22] \| \| Laos \| Ha Hyeok-jun \| 14 août 2024 \| 1 an et 6 jours \| [23] \| \| Liban \| Miodrag Radulović \| 11 décembre 2023 \| 1 an, 8 mois et 9 jours \| [24] \| \| Macao \| Kenneth Kwok \| 8 novembre 2024 \| 9 mois et 12 jours \| [25] \| \| Malaisie \| Peter Cklamovski \| 16 décembre 2024 \| 8 mois et 4 jours \| [26] \| \| Maldives \| Francesco Moriero \| 24 octobre 2021 \| 3 ans, 9 mois et 27 jours \| [27] \| \| Mongolie \| Bayasgalan Garidmagnai \| 28 août 2024 \| 11 mois et 23 jours \| [28] \| \| Népal \| Matt Ross \| 25 janvier 2025 \| 6 mois et 26 jours \| [29] \| \| Oman \| Carlos Queiroz \| 15 juillet 2025 \| 1 mois et 5 jours \| [30] \| \| Ouzbékistan \| Timur Kapadze \| 23 janvier 2025 \| 6 mois et 28 jours \| [31] \| \| Pakistan \| Nolberto Solano \| 21 juillet 2025 \| 30 jours \| [32] \| \| Palestine \| Ehab Abu Jazar \| 3 décembre 2024 \| 8 mois et 17 jours \| [33] \| \| Philippines \| Carles Cuadrat \| 24 juillet 2025 \| 27 jours \| [34] \| \| Qatar \| Julen Lopetegui \| 1er mai 2025 \| 3 mois et 19 jours \| [35] \| \| Singapour \| Tsutomu Ogura \| 1er février 2024 \| 1 an, 6 mois et 19 jours \| [36] \| \| Sri Lanka \| Abdullah Al-Mutairi \| 4 novembre 2024 \| 9 mois et 16 jours \| [37] \| \| Syrie \| José Lana \| 22 août 2024 \| 11 mois et 29 jours \| [38] \| \| Taipei chinois \| Chen Sing-an \| 19 mai 2025 \| 3 mois et 1 jour \| [39] \| \| Tadjikistan \| Gela Shekiladze \| 22 février 2024 \| 1 an, 5 mois et 29 jours \| [40] \| \| Thaïlande \| Masatada Ishii \| 23 novembre 2023 \| 1 an, 8 mois et 28 jours \| [41] \| \| Timor oriental \| Simón Elissetche \| 11 mai 2024 \| 1 an, 3 mois et 9 jours \| [42] \| \| Turkménistan \| Rovshan Meredov \| 26 mai 2025 \| 2 mois et 25 jours \| [43] \| \| Vietnam \| Kim Sang-shik \| 3 mai 2024 \| 1 an, 3 mois et 17 jours \| [44] \| \| Yémen \| Noureddine Ould Ali \| 29 janvier 2024 \| 1 an, 6 mois et 22 jours \| [45] \| |                          |                   |                           |                   |
| Pays | Nom                      | Depuis (le)       | Ancienneté                | Réf.              |
| Afghanistan | Vincenzo Alberto Annese  | 25 juin 2025      | 1 mois et 26 jours        | [ 1 ]             |
| Arabie saoudite | Hervé Renard             | 26 octobre 2024   | 9 mois et 25 jours        | [ 2 ]             |
| Australie | Tony Popović             | 23 septembre 2024 | 10 mois et 28 jours       | [ 3 ]             |
| Bahreïn | Dragan Talajić           | 21 février 2024   | 1 an, 5 mois et 30 jours  | [ 4 ]             |
| Bangladesh | Javier Fernández Cabrera | 8 janvier 2022    | 3 ans, 7 mois et 12 jours | [ 5 ]             |
| Bhoutan | Atsushi Nakamura         | 7 août 2024       | 1 an et 13 jours          | [ 6 ]             |
| Birmanie | Myo Hlaing Win           | 10 septembre 2024 | 11 mois et 10 jours       | [ 7 ]             |
| Brunei | Vinícius Eutrópio        | 20 septembre 2024 | 11 mois                   | [ 8 ]             |
| Cambodge | Koji Gyotoku             | 12 septembre 2024 | 11 mois et 8 jours        | [ 9 ]             |
| Chine | Dejan Đurđević (intérim) | 27 juin 2025      | 1 mois et 24 jours        | [ 10 ]            |
| Corée du Nord | Sin Yong-nam             | 2023              | 2 ans                     | [réf. nécessaire] |
| Corée du Sud | Hong Myung-bo            | 7 juillet 2024    | 1 an, 1 mois et 13 jours  | [ 11 ]            |
| Émirats arabes unis | Cosmin Olăroiu           | 19 avril 2025     | 4 mois et 1 jour          | [ 12 ]            |
| Guam | Ross Awa                 | 8 janvier 2023    | 2 ans, 7 mois et 12 jours | [ 13 ]            |
| Hong Kong | Ashley Westwood          | 28 août 2024      | 11 mois et 23 jours       | [ 14 ]            |
| Inde | Khalid Jamil             | 1er août 2025     | 19 jours                  | [ 15 ]            |
| Indonésie | Patrick Kluivert         | 8 janvier 2025    | 7 mois et 12 jours        | [ 16 ]            |
| Irak | Graham Arnold            | 9 mai 2025        | 3 mois et 11 jours        | [ 17 ]            |
| Iran | Amir Ghalenoei           | 12 mars 2023      | 2 ans, 5 mois et 8 jours  | [ 18 ]            |
| Japon | Hajime Moriyasu          | 1er août 2018     | 7 ans et 19 jours         | [ 19 ]            |
| Jordanie | Jamal Sellami            | 22 juin 2024      | 1 an, 1 mois et 29 jours  | [ 20 ]            |
| Kirghizistan | Maksim Lisitsyn          | 14 juin 2024      | 1 an, 2 mois et 6 jours   | [ 21 ]            |
| Koweït | Juan Antonio Pizzi       | 17 juillet 2024   | 1 an, 1 mois et 3 jours   | [ 22 ]            |
| Laos | Ha Hyeok-jun             | 14 août 2024      | 1 an et 6 jours           | [ 23 ]            |
| Liban | Miodrag Radulović        | 11 décembre 2023  | 1 an, 8 mois et 9 jours   | [ 24 ]            |
| Macao | Kenneth Kwok             | 8 novembre 2024   | 9 mois et 12 jours        | [ 25 ]            |
| Malaisie | Peter Cklamovski         | 16 décembre 2024  | 8 mois et 4 jours         | [ 26 ]            |
| Maldives | Francesco Moriero        | 24 octobre 2021   | 3 ans, 9 mois et 27 jours | [ 27 ]            |
| Mongolie | Bayasgalan Garidmagnai   | 28 août 2024      | 11 mois et 23 jours       | [ 28 ]            |
| Népal | Matt Ross                | 25 janvier 2025   | 6 mois et 26 jours        | [ 29 ]            |
| Oman | Carlos Queiroz           | 15 juillet 2025   | 1 mois et 5 jours         | [ 30 ]            |
| Ouzbékistan | Timur Kapadze            | 23 janvier 2025   | 6 mois et 28 jours        | [ 31 ]            |
| Pakistan | Nolberto Solano          | 21 juillet 2025   | 30 jours                  | [ 32 ]            |
| Palestine | Ehab Abu Jazar           | 3 décembre 2024   | 8 mois et 17 jours        | [ 33 ]            |
| Philippines | Carles Cuadrat           | 24 juillet 2025   | 27 jours                  | [ 34 ]            |
| Qatar | Julen Lopetegui          | 1er mai 2025      | 3 mois et 19 jours        | [ 35 ]            |
| Singapour | Tsutomu Ogura            | 1er février 2024  | 1 an, 6 mois et 19 jours  | [ 36 ]            |
| Sri Lanka | Abdullah Al-Mutairi      | 4 novembre 2024   | 9 mois et 16 jours        | [ 37 ]            |
| Syrie | José Lana                | 22 août 2024      | 11 mois et 29 jours       | [ 38 ]            |
| Taipei chinois | Chen Sing-an             | 19 mai 2025       | 3 mois et 1 jour          | [ 39 ]            |
| Tadjikistan | Gela Shekiladze          | 22 février 2024   | 1 an, 5 mois et 29 jours  | [ 40 ]            |
| Thaïlande | Masatada Ishii           | 23 novembre 2023  | 1 an, 8 mois et 28 jours  | [ 41 ]            |
| Timor oriental | Simón Elissetche         | 11 mai 2024       | 1 an, 3 mois et 9 jours   | [ 42 ]            |
| Turkménistan | Rovshan Meredov          | 26 mai 2025       | 2 mois et 25 jours        | [ 43 ]            |
| Vietnam | Kim Sang-shik            | 3 mai 2024        | 1 an, 3 mois et 17 jours  | [ 44 ]            |
| Yémen | Noureddine Ould Ali      | 29 janvier 2024   | 1 an, 6 mois et 22 jours  | [ 45 ]            |

### Confédération africaine de football (CAF)

Carte des pays membres de la CAF.

| \| Pays \| Nom \| Depuis (le) \| Ancienneté \| Réf. \| \| Afrique du Sud \| Hugo Broos \| 5 mai 2021 \| 4 ans, 3 mois et 15 jours \| [46] \| \| Algérie \| Vladimir Petković \| 29 février 2024 \| 1 an, 5 mois et 22 jours \| [47] \| \| Angola \| Pedro Gonçalves \| août 2019 \| 6 ans \| [réf. nécessaire] \| \| Bénin \| Gernot Rohr \| 28 février 2023 \| 2 ans, 5 mois et 23 jours \| [48] \| \| Botswana \| Morena Ramoreboli \| 23 janvier 2025 \| 6 mois et 28 jours \| [49] \| \| Burkina Faso \| Issa Balboné \| - \| - \| [réf. nécessaire] \| \| Burundi \| Patrick Sangwa Mayani \| 29 octobre 2024 \| 9 mois et 22 jours \| [50] \| \| Cameroun \| Marc Brys \| 2 avril 2024 \| 1 an, 4 mois et 18 jours \| [51] \| \| Cap-Vert \| Pedro Leitão \| 29 janvier 2020 \| 5 ans, 6 mois et 22 jours \| [52] \| \| Centrafrique \| Rigobert Song \| 14 janvier 2025 \| 7 mois et 6 jours \| [53] \| \| Comores \| Stefano Cusin \| 2 octobre 2023 \| 1 an, 10 mois et 18 jours \| [54] \| \| Congo \| Vacant \| - \| - \| [réf. nécessaire] \| \| Côte d'Ivoire \| Émerse Faé \| 24 janvier 2024 \| 1 an, 6 mois et 27 jours \| [55] \| \| Djibouti \| Mohamed Farah-Waberi \| - \| - \| [réf. nécessaire] \| \| Égypte \| Hossam Hassan \| 6 février 2024 \| 1 an, 6 mois et 14 jours \| [56] \| \| Érythrée \| Alemseged Efrem \| 2015 \| 10 ans \| [réf. nécessaire] \| \| Eswatini \| Zdravko Logarušić \| 31 août 2024 \| 11 mois et 20 jours \| [57] \| \| Éthiopie \| Mesay Teferi \| 15 novembre 2024 \| 9 mois et 5 jours \| [58] \| \| Gabon \| Thierry Mouyouma (intérim) \| 10 octobre 2023 \| 1 an, 10 mois et 10 jours \| [59] \| \| Gambie \| Johnathan McKinstry \| 22 mai 2024 \| 1 an, 2 mois et 29 jours \| [60] \| \| Ghana \| Otto Addo \| 15 mars 2024 \| 1 an, 5 mois et 5 jours \| [61] \| \| Guinée \| Paulo Duarte \| 11 août 2025 \| 9 jours \| [62] \| \| Guinée-Bissau \| Luís Boa Morte \| 19 mars 2024 \| 1 an, 5 mois et 1 jour \| [63] \| \| Guinée équatoriale \| Juan Micha \| 23 mars 2021 \| 4 ans, 4 mois et 28 jours \| [64] \| \| Kenya \| Benedict McCarthy \| 3 mars 2025 \| 5 mois et 17 jours \| [65] \| \| Lesotho \| Veselin Jelušić \| 22 février 2022 \| 3 ans, 5 mois et 29 jours \| [66] \| \| Liberia \| Thomas Kojo (intérim) \| 21 octobre 2024 \| 9 mois et 30 jours \| [67] \| \| Libye \| Aliou Cissé \| 11 mars 2025 \| 5 mois et 9 jours \| [68] \| \| Madagascar \| Corentin Martins \| 30 janvier 2025 \| 6 mois et 21 jours \| [69] \| \| Malawi \| Callisto Pasuwa \| 12 février 2025 \| 6 mois et 8 jours \| [70] \| \| Mali \| Tom Saintfiet \| 29 août 2024 \| 11 mois et 22 jours \| [71] \| \| Maroc \| Walid Regragui \| 22 août 2022 \| 2 ans, 11 mois et 29 jours \| [72] \| \| Maurice \| Guillaume Moullec \| 9 mai 2024 \| 1 an, 3 mois et 11 jours \| [73] \| \| Mauritanie \| Aritz López Garai \| 23 novembre 2024 \| 8 mois et 28 jours \| [74] \| \| Mozambique \| Chiquinho Conde \| 23 octobre 2021 \| 3 ans, 9 mois et 28 jours \| [75] \| \| Namibie \| Collin Benjamin \| 16 juin 2022 \| 3 ans, 2 mois et 4 jours \| [76] \| \| Niger \| Badou Zaki \| 8 décembre 2023 \| 1 an, 8 mois et 12 jours \| [77] \| \| Nigeria \| Éric Chelle \| 7 janvier 2025 \| 7 mois et 13 jours \| [78] \| \| Ouganda \| Paul Put \| 2 novembre 2023 \| 1 an, 9 mois et 18 jours \| [79] \| \| RD Congo \| Sébastien Desabre \| 8 août 2022 \| 3 ans et 12 jours \| [80] \| \| Rwanda \| Adel Amrouche \| 2 mars 2025 \| 5 mois et 18 jours \| [81] \| \| Sao Tomé-et-Principe \| Adriano Eusébio \| 2019 \| 6 ans \| [réf. nécessaire] \| \| Sénégal \| Pape Thiaw \| 13 décembre 2024 \| 8 mois et 7 jours \| [82] \| \| Seychelles \| Vivian Bothe \| 18 septembre 2021 \| 3 ans, 11 mois et 2 jours \| [83] \| \| Sierra Leone \| Mohamed Kallon \| 13 février 2025 \| 6 mois et 7 jours \| [84] \| \| Somalie \| Vacant \| - \| - \| [85] \| \| Soudan \| James Kwesi Appiah \| 20 septembre 2023 \| 1 an et 11 mois \| [86] \| \| Soudan du Sud \| Nicolas Dupuis \| 26 octobre 2023 \| 1 an, 9 mois et 25 jours \| [87] \| \| Tanzanie \| Hemed Morocco (intérim) \| 19 janvier 2024 \| 1 an, 7 mois et 1 jour \| [88] \| \| Tchad \| Raoul Savoy \| 1er août 2025 \| 19 jours \| [89] \| \| Togo \| Daré Nibombé \| 15 juillet 2024 \| 1 an, 1 mois et 5 jours \| [90] \| \| Tunisie \| Sami Trabelsi \| 11 février 2025 \| 6 mois et 9 jours \| [91] \| \| Zambie \| Avram Grant \| 22 décembre 2022 \| 2 ans, 7 mois et 29 jours \| [92] \| \| Zimbabwe \| Michael Nees \| 30 juillet 2024 \| 1 an et 21 jours \| [93] \| |                            |                   |                            |                   |
| Pays | Nom                        | Depuis (le)       | Ancienneté                 | Réf.              |
| Afrique du Sud | Hugo Broos                 | 5 mai 2021        | 4 ans, 3 mois et 15 jours  | [ 46 ]            |
| Algérie | Vladimir Petković          | 29 février 2024   | 1 an, 5 mois et 22 jours   | [ 47 ]            |
| Angola | Pedro Gonçalves            | août 2019         | 6 ans                      | [réf. nécessaire] |
| Bénin | Gernot Rohr                | 28 février 2023   | 2 ans, 5 mois et 23 jours  | [ 48 ]            |
| Botswana | Morena Ramoreboli          | 23 janvier 2025   | 6 mois et 28 jours         | [ 49 ]            |
| Burkina Faso | Issa Balboné               | -                 | -                          | [réf. nécessaire] |
| Burundi | Patrick Sangwa Mayani      | 29 octobre 2024   | 9 mois et 22 jours         | [ 50 ]            |
| Cameroun | Marc Brys                  | 2 avril 2024      | 1 an, 4 mois et 18 jours   | [ 51 ]            |
| Cap-Vert | Pedro Leitão               | 29 janvier 2020   | 5 ans, 6 mois et 22 jours  | [ 52 ]            |
| Centrafrique | Rigobert Song              | 14 janvier 2025   | 7 mois et 6 jours          | [ 53 ]            |
| Comores | Stefano Cusin              | 2 octobre 2023    | 1 an, 10 mois et 18 jours  | [ 54 ]            |
| Congo | Vacant                     | -                 | -                          | [réf. nécessaire] |
| Côte d'Ivoire | Émerse Faé                 | 24 janvier 2024   | 1 an, 6 mois et 27 jours   | [ 55 ]            |
| Djibouti | Mohamed Farah-Waberi       | -                 | -                          | [réf. nécessaire] |
| Égypte | Hossam Hassan              | 6 février 2024    | 1 an, 6 mois et 14 jours   | [ 56 ]            |
| Érythrée | Alemseged Efrem            | 2015              | 10 ans                     | [réf. nécessaire] |
| Eswatini | Zdravko Logarušić          | 31 août 2024      | 11 mois et 20 jours        | [ 57 ]            |
| Éthiopie | Mesay Teferi               | 15 novembre 2024  | 9 mois et 5 jours          | [ 58 ]            |
| Gabon | Thierry Mouyouma (intérim) | 10 octobre 2023   | 1 an, 10 mois et 10 jours  | [ 59 ]            |
| Gambie | Johnathan McKinstry        | 22 mai 2024       | 1 an, 2 mois et 29 jours   | [ 60 ]            |
| Ghana | Otto Addo                  | 15 mars 2024      | 1 an, 5 mois et 5 jours    | [ 61 ]            |
| Guinée | Paulo Duarte               | 11 août 2025      | 9 jours                    | [ 62 ]            |
| Guinée-Bissau | Luís Boa Morte             | 19 mars 2024      | 1 an, 5 mois et 1 jour     | [ 63 ]            |
| Guinée équatoriale | Juan Micha                 | 23 mars 2021      | 4 ans, 4 mois et 28 jours  | [ 64 ]            |
| Kenya | Benedict McCarthy          | 3 mars 2025       | 5 mois et 17 jours         | [ 65 ]            |
| Lesotho | Veselin Jelušić            | 22 février 2022   | 3 ans, 5 mois et 29 jours  | [ 66 ]            |
| Liberia | Thomas Kojo (intérim)      | 21 octobre 2024   | 9 mois et 30 jours         | [ 67 ]            |
| Libye | Aliou Cissé                | 11 mars 2025      | 5 mois et 9 jours          | [ 68 ]            |
| Madagascar | Corentin Martins           | 30 janvier 2025   | 6 mois et 21 jours         | [ 69 ]            |
| Malawi | Callisto Pasuwa            | 12 février 2025   | 6 mois et 8 jours          | [ 70 ]            |
| Mali | Tom Saintfiet              | 29 août 2024      | 11 mois et 22 jours        | [ 71 ]            |
| Maroc | Walid Regragui             | 22 août 2022      | 2 ans, 11 mois et 29 jours | [ 72 ]            |
| Maurice | Guillaume Moullec          | 9 mai 2024        | 1 an, 3 mois et 11 jours   | [ 73 ]            |
| Mauritanie | Aritz López Garai          | 23 novembre 2024  | 8 mois et 28 jours         | [ 74 ]            |
| Mozambique | Chiquinho Conde            | 23 octobre 2021   | 3 ans, 9 mois et 28 jours  | [ 75 ]            |
| Namibie | Collin Benjamin            | 16 juin 2022      | 3 ans, 2 mois et 4 jours   | [ 76 ]            |
| Niger | Badou Zaki                 | 8 décembre 2023   | 1 an, 8 mois et 12 jours   | [ 77 ]            |
| Nigeria | Éric Chelle                | 7 janvier 2025    | 7 mois et 13 jours         | [ 78 ]            |
| Ouganda | Paul Put                   | 2 novembre 2023   | 1 an, 9 mois et 18 jours   | [ 79 ]            |
| RD Congo | Sébastien Desabre          | 8 août 2022       | 3 ans et 12 jours          | [ 80 ]            |
| Rwanda | Adel Amrouche              | 2 mars 2025       | 5 mois et 18 jours         | [ 81 ]            |
| Sao Tomé-et-Principe | Adriano Eusébio            | 2019              | 6 ans                      | [réf. nécessaire] |
| Sénégal | Pape Thiaw                 | 13 décembre 2024  | 8 mois et 7 jours          | [ 82 ]            |
| Seychelles | Vivian Bothe               | 18 septembre 2021 | 3 ans, 11 mois et 2 jours  | [ 83 ]            |
| Sierra Leone | Mohamed Kallon             | 13 février 2025   | 6 mois et 7 jours          | [ 84 ]            |
| Somalie | Vacant                     | -                 | -                          | [ 85 ]            |
| Soudan | James Kwesi Appiah         | 20 septembre 2023 | 1 an et 11 mois            | [ 86 ]            |
| Soudan du Sud | Nicolas Dupuis             | 26 octobre 2023   | 1 an, 9 mois et 25 jours   | [ 87 ]            |
| Tanzanie | Hemed Morocco (intérim)    | 19 janvier 2024   | 1 an, 7 mois et 1 jour     | [ 88 ]            |
| Tchad | Raoul Savoy                | 1er août 2025     | 19 jours                   | [ 89 ]            |
| Togo | Daré Nibombé               | 15 juillet 2024   | 1 an, 1 mois et 5 jours    | [ 90 ]            |
| Tunisie | Sami Trabelsi              | 11 février 2025   | 6 mois et 9 jours          | [ 91 ]            |
| Zambie | Avram Grant                | 22 décembre 2022  | 2 ans, 7 mois et 29 jours  | [ 92 ]            |
| Zimbabwe | Michael Nees               | 30 juillet 2024   | 1 an et 21 jours           | [ 93 ]            |

### Confédération de football d'Amérique du Nord, d'Amérique centrale et des Caraïbes (CONCACAF)

Carte des pays membres de CONCACAF.

| \| Pays \| Nom \| Depuis (le) \| Ancienneté \| Réf. \| \| Anguilla \| Nigel Connor \| 9 mai 2022 \| 3 ans, 3 mois et 11 jours \| [réf. nécessaire] \| \| Antigua-et-Barbuda \| Jacques Passy (intérim) \| 8 avril 2025 \| 4 mois et 12 jours \| [94] \| \| Aruba \| Marvic Bermúdez \| 2022 \| 3 ans \| [réf. nécessaire] \| \| Bahamas \| Nesley Jean \| 11 septembre 2019 \| 5 ans, 11 mois et 9 jours \| [95] \| \| Barbade \| Kent Hall \| 9 mai 2024 \| 1 an, 3 mois et 11 jours \| [96] \| \| Belize \| Charlie Slusher \| 29 juillet 2024 \| 1 an et 22 jours \| [97] \| \| Bermudes \| Michael Findlay \| 11 août 2023 \| 2 ans et 9 jours \| [98] \| \| Canada \| Jesse Marsch \| 13 mai 2024 \| 1 an, 3 mois et 7 jours \| [99] \| \| Costa Rica \| Miguel Herrera \| 7 janvier 2025 \| 7 mois et 13 jours \| [100] \| \| Cuba \| Pablo Elier Sánchez \| 17 juillet 2019 \| 6 ans, 1 mois et 3 jours \| [101] \| \| Curaçao \| Dick Advocaat \| 16 janvier 2024 \| 1 an, 7 mois et 4 jours \| [102] \| \| Dominique \| Rajesh Latchoo \| 7 mars 2017 \| 8 ans, 5 mois et 13 jours \| [103] \| \| États-Unis \| Mauricio Pochettino \| 11 septembre 2024 \| 11 mois et 9 jours \| [104] \| \| Grenade \| poste vacant \| \| \| \| \| Guatemala \| Luis Fernando Tena \| 5 novembre 2021 \| 3 ans, 9 mois et 15 jours \| [105] \| \| Guyana \| Márcio Máximo \| 2019 \| 6 ans \| [106] \| \| Haïti \| Sébastien Migné \| 9 mars 2024 \| 1 an, 5 mois et 11 jours \| [107] \| \| Honduras \| Reinaldo Rueda \| 15 juillet 2023 \| 2 ans, 1 mois et 5 jours \| [108] \| \| Îles Caïmans \| Ben Pugh \| 2019 \| 6 ans \| [réf. nécessaire] \| \| Îles Turques-et-Caïques \| Omar Edwards \| mars 2019 \| 6 ans et 5 mois \| [réf. nécessaire] \| \| Îles Vierges britanniques \| David Pérez Asensio \| 10 mars 2025 \| 5 mois et 10 jours \| [109] \| \| Îles Vierges des États-Unis \| Terrence Jones \| 1er août 2024 \| 1 an et 19 jours \| [110] \| \| Jamaïque \| Steve McClaren \| 31 juillet 2024 \| 1 an et 20 jours \| [111] \| \| Mexique \| Javier Aguirre Onaindía \| 23 juillet 2024 \| 1 an et 28 jours \| [112] \| \| Montserrat \| Lee Bowyer \| 8 septembre 2023 \| 1 an, 11 mois et 12 jours \| [113] \| \| Nicaragua \| Marco Antonio Figueroa \| 14 février 2022 \| 3 ans, 6 mois et 6 jours \| [114] \| \| Panama \| Thomas Christiansen \| 23 juillet 2020 \| 5 ans et 28 jours \| [115] \| \| Porto Rico \| Charlie Trout \| 20 mars 2023 \| 2 ans et 5 mois \| [116] \| \| République dominicaine \| Marcelo Neveleff \| 25 janvier 2023 \| 2 ans, 6 mois et 26 jours \| [117] \| \| Saint-Christophe-et-Niévès \| Vacant \| - \| - \| [réf. nécessaire] \| \| Saint-Vincent-et-les-Grenadines \| Ezra Hendrickson \| 15 août 2024 \| 1 an et 5 jours \| [118] \| \| Sainte-Lucie \| Stern John \| 18 mai 2022 \| 3 ans, 3 mois et 2 jours \| [119] \| \| Salvador \| Hernán Darío Gómez \| 25 février 2025 \| 5 mois et 26 jours \| [120] \| \| Suriname \| Stanley Menzo \| 8 mars 2024 \| 1 an, 5 mois et 12 jours \| [121] \| \| Trinité-et-Tobago \| Dwight Yorke \| 1er novembre 2024 \| 9 mois et 19 jours \| [122] \| |                         |                   |                           |                   |
| Pays | Nom                     | Depuis (le)       | Ancienneté                | Réf.              |
| Anguilla | Nigel Connor            | 9 mai 2022        | 3 ans, 3 mois et 11 jours | [réf. nécessaire] |
| Antigua-et-Barbuda | Jacques Passy (intérim) | 8 avril 2025      | 4 mois et 12 jours        | [ 94 ]            |
| Aruba | Marvic Bermúdez         | 2022              | 3 ans                     | [réf. nécessaire] |
| Bahamas | Nesley Jean             | 11 septembre 2019 | 5 ans, 11 mois et 9 jours | [ 95 ]            |
| Barbade | Kent Hall               | 9 mai 2024        | 1 an, 3 mois et 11 jours  | [ 96 ]            |
| Belize | Charlie Slusher         | 29 juillet 2024   | 1 an et 22 jours          | [ 97 ]            |
| Bermudes | Michael Findlay         | 11 août 2023      | 2 ans et 9 jours          | [ 98 ]            |
| Canada | Jesse Marsch            | 13 mai 2024       | 1 an, 3 mois et 7 jours   | [ 99 ]            |
| Costa Rica | Miguel Herrera          | 7 janvier 2025    | 7 mois et 13 jours        | [ 100 ]           |
| Cuba | Pablo Elier Sánchez     | 17 juillet 2019   | 6 ans, 1 mois et 3 jours  | [ 101 ]           |
| Curaçao | Dick Advocaat           | 16 janvier 2024   | 1 an, 7 mois et 4 jours   | [ 102 ]           |
| Dominique | Rajesh Latchoo          | 7 mars 2017       | 8 ans, 5 mois et 13 jours | [ 103 ]           |
| États-Unis | Mauricio Pochettino     | 11 septembre 2024 | 11 mois et 9 jours        | [ 104 ]           |
| Grenade | poste vacant            |                   |                           |                   |
| Guatemala | Luis Fernando Tena      | 5 novembre 2021   | 3 ans, 9 mois et 15 jours | [ 105 ]           |
| Guyana | Márcio Máximo           | 2019              | 6 ans                     | [ 106 ]           |
| Haïti | Sébastien Migné         | 9 mars 2024       | 1 an, 5 mois et 11 jours  | [ 107 ]           |
| Honduras | Reinaldo Rueda          | 15 juillet 2023   | 2 ans, 1 mois et 5 jours  | [ 108 ]           |
| Îles Caïmans | Ben Pugh                | 2019              | 6 ans                     | [réf. nécessaire] |
| Îles Turques-et-Caïques | Omar Edwards            | mars 2019         | 6 ans et 5 mois           | [réf. nécessaire] |
| Îles Vierges britanniques | David Pérez Asensio     | 10 mars 2025      | 5 mois et 10 jours        | [ 109 ]           |
| Îles Vierges des États-Unis | Terrence Jones          | 1er août 2024     | 1 an et 19 jours          | [ 110 ]           |
| Jamaïque | Steve McClaren          | 31 juillet 2024   | 1 an et 20 jours          | [ 111 ]           |
| Mexique | Javier Aguirre Onaindía | 23 juillet 2024   | 1 an et 28 jours          | [ 112 ]           |
| Montserrat | Lee Bowyer              | 8 septembre 2023  | 1 an, 11 mois et 12 jours | [ 113 ]           |
| Nicaragua | Marco Antonio Figueroa  | 14 février 2022   | 3 ans, 6 mois et 6 jours  | [ 114 ]           |
| Panama | Thomas Christiansen     | 23 juillet 2020   | 5 ans et 28 jours         | [ 115 ]           |
| Porto Rico | Charlie Trout           | 20 mars 2023      | 2 ans et 5 mois           | [ 116 ]           |
| République dominicaine | Marcelo Neveleff        | 25 janvier 2023   | 2 ans, 6 mois et 26 jours | [ 117 ]           |
| Saint-Christophe-et-Niévès | Vacant                  | -                 | -                         | [réf. nécessaire] |
| Saint-Vincent-et-les-Grenadines | Ezra Hendrickson        | 15 août 2024      | 1 an et 5 jours           | [ 118 ]           |
| Sainte-Lucie | Stern John              | 18 mai 2022       | 3 ans, 3 mois et 2 jours  | [ 119 ]           |
| Salvador | Hernán Darío Gómez      | 25 février 2025   | 5 mois et 26 jours        | [ 120 ]           |
| Suriname | Stanley Menzo           | 8 mars 2024       | 1 an, 5 mois et 12 jours  | [ 121 ]           |
| Trinité-et-Tobago | Dwight Yorke            | 1er novembre 2024 | 9 mois et 19 jours        | [ 122 ]           |

### Confédération sud-américaine de football (CONMEBOL)

Carte des pays membres de CONMEBOL.

| \| Pays \| Nom \| Depuis (le) \| Ancienneté \| Réf. \| \| Argentine \| Lionel Scaloni \| 2 août 2018 \| 7 ans et 18 jours \| [123] \| \| Bolivie \| Óscar Villegas \| 20 juillet 2024 \| 1 an et 1 mois \| [124] \| \| Brésil \| Carlo Ancelotti \| 26 mai 2025 \| 2 mois et 25 jours \| [125] \| \| Chili \| \| \| \| [126] \| \| Colombie \| Néstor Lorenzo \| 3 juin 2022 \| 3 ans, 2 mois et 17 jours \| [127] \| \| Équateur \| Sebastián Beccacece \| 2 août 2024 \| 1 an et 18 jours \| [128] \| \| Paraguay \| Gustavo Alfaro \| 16 août 2024 \| 1 an et 4 jours \| [129] \| \| Pérou \| Óscar Ibáñez \| 6 février 2025 \| 6 mois et 14 jours \| [130] \| \| Uruguay \| Marcelo Bielsa \| 12 mai 2023 \| 2 ans, 3 mois et 8 jours \| [131] \| \| Venezuela \| Fernando Batista \| 10 mars 2023 \| 2 ans, 5 mois et 10 jours \| [132] \| |                     |                 |                           |         |
| Pays | Nom                 | Depuis (le)     | Ancienneté                | Réf.    |
| Argentine | Lionel Scaloni      | 2 août 2018     | 7 ans et 18 jours         | [ 123 ] |
| Bolivie | Óscar Villegas      | 20 juillet 2024 | 1 an et 1 mois            | [ 124 ] |
| Brésil | Carlo Ancelotti     | 26 mai 2025     | 2 mois et 25 jours        | [ 125 ] |
| Chili |                     |                 |                           | [ 126 ] |
| Colombie | Néstor Lorenzo      | 3 juin 2022     | 3 ans, 2 mois et 17 jours | [ 127 ] |
| Équateur | Sebastián Beccacece | 2 août 2024     | 1 an et 18 jours          | [ 128 ] |
| Paraguay | Gustavo Alfaro      | 16 août 2024    | 1 an et 4 jours           | [ 129 ] |
| Pérou | Óscar Ibáñez        | 6 février 2025  | 6 mois et 14 jours        | [ 130 ] |
| Uruguay | Marcelo Bielsa      | 12 mai 2023     | 2 ans, 3 mois et 8 jours  | [ 131 ] |
| Venezuela | Fernando Batista    | 10 mars 2023    | 2 ans, 5 mois et 10 jours | [ 132 ] |

### Confédération du football d'Océanie (OFC)

Carte des pays membres de l'OFC.

| \| Pays \| Nom \| Depuis (le) \| Ancienneté \| Réf. \| \| Fidji \| Robert Sherman \| 6 mai 2023 \| 2 ans, 3 mois et 14 jours \| [133] \| \| Îles Cook \| Tuka Tisam \| août 2024 \| 1 an \| [134] \| \| Îles Salomon \| Josh Smith \| 1er septembre 2024 \| 11 mois et 19 jours \| [135] \| \| Nouvelle-Calédonie \| Johann Sidaner \| 26 septembre 2022 \| 2 ans, 10 mois et 25 jours \| [136] \| \| Nouvelle-Zélande \| Darren Bazeley \| 4 juillet 2023 \| 2 ans, 1 mois et 16 jours \| [137] \| \| Papouasie-Nouvelle-Guinée \| Felipe Vega-Arango \| 5 septembre 2024 \| 11 mois et 15 jours \| [138] \| \| Samoa \| Jess Ibrom \| août 2024 \| 1 an \| [139] \| \| Samoa américaines \| Thomas Rongen \| 16 août 2024 \| 1 an et 4 jours \| [140] \| \| Tahiti \| Samuel Garcia \| 20 mai 2019 \| 6 ans et 3 mois \| [141] \| \| Tonga \| Timote Moleni \| 17 mars 2012 \| 13 ans, 5 mois et 3 jours \| [142] \| \| Vanuatu \| Juliano Schmeling \| 2 juin 2024 \| 1 an, 2 mois et 18 jours \| [143] \| |                    |                    |                            |         |
| Pays | Nom                | Depuis (le)        | Ancienneté                 | Réf.    |
| Fidji | Robert Sherman     | 6 mai 2023         | 2 ans, 3 mois et 14 jours  | [ 133 ] |
| Îles Cook | Tuka Tisam         | août 2024          | 1 an                       | [ 134 ] |
| Îles Salomon | Josh Smith         | 1er septembre 2024 | 11 mois et 19 jours        | [ 135 ] |
| Nouvelle-Calédonie | Johann Sidaner     | 26 septembre 2022  | 2 ans, 10 mois et 25 jours | [ 136 ] |
| Nouvelle-Zélande | Darren Bazeley     | 4 juillet 2023     | 2 ans, 1 mois et 16 jours  | [ 137 ] |
| Papouasie-Nouvelle-Guinée | Felipe Vega-Arango | 5 septembre 2024   | 11 mois et 15 jours        | [ 138 ] |
| Samoa | Jess Ibrom         | août 2024          | 1 an                       | [ 139 ] |
| Samoa américaines | Thomas Rongen      | 16 août 2024       | 1 an et 4 jours            | [ 140 ] |
| Tahiti | Samuel Garcia      | 20 mai 2019        | 6 ans et 3 mois            | [ 141 ] |
| Tonga | Timote Moleni      | 17 mars 2012       | 13 ans, 5 mois et 3 jours  | [ 142 ] |
| Vanuatu | Juliano Schmeling  | 2 juin 2024        | 1 an, 2 mois et 18 jours   | [ 143 ] |

### Union des associations européennes de football (UEFA)

Carte des pays membres de l'UEFA.

| \| Pays \| Nom \| Depuis (le) \| Ancienneté \| Réf. \| \| Albanie \| Sylvinho \| 2 janvier 2023 \| 2 ans, 7 mois et 18 jours \| [144] \| \| Allemagne \| Julian Nagelsmann \| 22 septembre 2023 \| 1 an, 10 mois et 29 jours \| [145] \| \| Andorre \| Koldo Álvarez \| 2 février 2010 \| 15 ans, 6 mois et 18 jours \| [146] \| \| Angleterre \| Thomas Tuchel \| 1er janvier 2025 \| 7 mois et 19 jours \| [147] \| \| Arménie \| Yeghishe Melikyan \| 6 août 2025 \| 14 jours \| [148] \| \| Autriche \| Ralf Rangnick \| 29 avril 2022 \| 3 ans, 3 mois et 22 jours \| [149] \| \| Azerbaïdjan \| Fernando Santos \| 12 juin 2024 \| 1 an, 2 mois et 8 jours \| [150] \| \| Belgique \| Rudi Garcia \| 24 janvier 2025 \| 6 mois et 27 jours \| [151] \| \| Biélorussie \| Carlos Alos Ferrer \| 8 avril 2023 \| 2 ans, 4 mois et 12 jours \| [152] \| \| Bosnie-Herzégovine \| Sergej Barbarez \| 19 avril 2024 \| 1 an, 4 mois et 1 jour \| [153] \| \| Bulgarie \| Ilian Iliev \| 1er novembre 2023 \| 1 an, 9 mois et 19 jours \| [154] \| \| Chypre \| Sofronis Avgousti \| 30 septembre 2024 \| 10 mois et 21 jours \| [155] \| \| Croatie \| Zlatko Dalić \| 7 octobre 2017 \| 7 ans, 10 mois et 14 jours \| [156] \| \| Danemark \| Brian Riemer \| 24 octobre 2024 \| 9 mois et 27 jours \| [157] \| \| Écosse \| Steve Clarke \| 14 mai 2019 \| 6 ans, 3 mois et 6 jours \| [158] \| \| Espagne \| Luis de la Fuente \| 8 décembre 2022 \| 2 ans, 8 mois et 12 jours \| [159] \| \| Estonie \| Jürgen Henn \| 15 mai 2024 \| 1 an, 3 mois et 5 jours \| [160] \| \| Finlande \| Jacob Friis \| 20 janvier 2025 \| 7 mois \| [161] \| \| France \| Didier Deschamps \| 8 juillet 2012 \| 13 ans, 1 mois et 12 jours \| [162] \| \| Géorgie \| Willy Sagnol \| 15 février 2021 \| 4 ans, 6 mois et 5 jours \| [163] \| \| Gibraltar \| Scott Wiseman \| 4 mars 2025 \| 5 mois et 16 jours \| [164] \| \| Grèce \| Ivan Jovanović \| 1er août 2024 \| 1 an et 19 jours \| [165] \| \| Hongrie \| Marco Rossi \| 19 juin 2018 \| 7 ans, 2 mois et 1 jour \| [166] \| \| Îles Féroé \| Eyðun Klakstein \| 17 février 2025 \| 6 mois et 3 jours \| [167] \| \| Irlande du Nord \| Michael O'Neill \| 7 décembre 2022 \| 2 ans, 8 mois et 13 jours \| [168] \| \| Islande \| Arnar Gunnlaugsson \| 16 janvier 2025 \| 7 mois et 4 jours \| [169] \| \| Israël \| Alon Hazan \| 26 avril 2022 \| 3 ans, 3 mois et 25 jours \| [réf. nécessaire] \| \| Italie \| Gennaro Gattuso \| 15 juin 2025 \| 2 mois et 5 jours \| [170] \| \| Kazakhstan \| Stanislav Tchertchessov \| 3 juin 2024 \| 1 an, 2 mois et 17 jours \| [171] \| \| Kosovo \| Franco Foda \| 17 février 2024 \| 1 an, 6 mois et 3 jours \| [172] \| \| Lettonie \| Paolo Nicolato \| 6 février 2024 \| 1 an, 6 mois et 14 jours \| [173] \| \| Liechtenstein \| Konrad Fünfstück \| 24 mai 2023 \| 2 ans, 2 mois et 27 jours \| [174] \| \| Lituanie \| Edgaras Jankauskas \| 12 janvier 2023 \| 2 ans, 7 mois et 8 jours \| [175] \| \| Luxembourg \| Jeff Strasser \| 19 août 2025 \| 1 jour \| [176] \| \| Macédoine du Nord \| Blagoja Milevski \| 26 juin 2021 \| 4 ans, 1 mois et 25 jours \| [177] \| \| Malte \| Emilio De Leo \| 13 janvier 2025 \| 7 mois et 7 jours \| [178] \| \| Moldavie \| Serghei Cleșcenco \| 3 décembre 2021 \| 3 ans, 8 mois et 17 jours \| [179] \| \| Monténégro \| Robert Prosinečki \| 3 février 2024 \| 1 an, 6 mois et 17 jours \| [180] \| \| Norvège \| Ståle Solbakken \| 3 décembre 2020 \| 4 ans, 8 mois et 17 jours \| [181] \| \| Pays-Bas \| Ronald Koeman \| 1er janvier 2023 \| 2 ans, 7 mois et 19 jours \| [182] \| \| Pays de Galles \| Craig Bellamy \| 9 juillet 2024 \| 1 an, 1 mois et 11 jours \| [183] \| \| Pologne \| Jan Urban \| 16 juillet 2025 \| 1 mois et 4 jours \| [184] \| \| Portugal \| Roberto Martínez \| 9 janvier 2023 \| 2 ans, 7 mois et 11 jours \| [185] \| \| République d'Irlande \| Heimir Hallgrimsson \| 10 juillet 2024 \| 1 an, 1 mois et 10 jours \| [186] \| \| Roumanie \| Mircea Lucescu \| 6 août 2024 \| 1 an et 14 jours \| [187] \| \| Russie \| Valeri Karpine \| 23 juillet 2021 \| 4 ans et 28 jours \| [188] \| \| Saint-Marin \| Roberto Cevoli \| 15 décembre 2023 \| 1 an, 8 mois et 5 jours \| [189] \| \| Serbie \| Dragan Stojković \| 20 février 2021 \| 4 ans et 6 mois \| [190] \| \| Slovaquie \| Francesco Calzona \| 30 août 2022 \| 2 ans, 11 mois et 21 jours \| [191] \| \| Slovénie \| Matjaž Kek \| 27 novembre 2018 \| 6 ans, 8 mois et 24 jours \| [192] \| \| Suède \| Jon Dahl Tomasson \| 27 février 2024 \| 1 an, 5 mois et 24 jours \| [193] \| \| Suisse \| Murat Yakın \| 9 août 2021 \| 4 ans et 11 jours \| [194] \| \| Tchéquie \| Ivan Hašek \| 4 janvier 2024 \| 1 an, 7 mois et 16 jours \| [195] \| \| Turquie \| Vincenzo Montella \| 21 septembre 2023 \| 1 an, 10 mois et 30 jours \| [196] \| \| Ukraine \| Serhiy Rebrov \| 7 juin 2023 \| 2 ans, 2 mois et 13 jours \| [197] \| |                         |                   |                            |                   |
| Pays | Nom                     | Depuis (le)       | Ancienneté                 | Réf.              |
| Albanie | Sylvinho                | 2 janvier 2023    | 2 ans, 7 mois et 18 jours  | [ 144 ]           |
| Allemagne | Julian Nagelsmann       | 22 septembre 2023 | 1 an, 10 mois et 29 jours  | [ 145 ]           |
| Andorre | Koldo Álvarez           | 2 février 2010    | 15 ans, 6 mois et 18 jours | [ 146 ]           |
| Angleterre | Thomas Tuchel           | 1er janvier 2025  | 7 mois et 19 jours         | [ 147 ]           |
| Arménie | Yeghishe Melikyan       | 6 août 2025       | 14 jours                   | [ 148 ]           |
| Autriche | Ralf Rangnick           | 29 avril 2022     | 3 ans, 3 mois et 22 jours  | [ 149 ]           |
| Azerbaïdjan | Fernando Santos         | 12 juin 2024      | 1 an, 2 mois et 8 jours    | [ 150 ]           |
| Belgique | Rudi Garcia             | 24 janvier 2025   | 6 mois et 27 jours         | [ 151 ]           |
| Biélorussie | Carlos Alos Ferrer      | 8 avril 2023      | 2 ans, 4 mois et 12 jours  | [ 152 ]           |
| Bosnie-Herzégovine | Sergej Barbarez         | 19 avril 2024     | 1 an, 4 mois et 1 jour     | [ 153 ]           |
| Bulgarie | Ilian Iliev             | 1er novembre 2023 | 1 an, 9 mois et 19 jours   | [ 154 ]           |
| Chypre | Sofronis Avgousti       | 30 septembre 2024 | 10 mois et 21 jours        | [ 155 ]           |
| Croatie | Zlatko Dalić            | 7 octobre 2017    | 7 ans, 10 mois et 14 jours | [ 156 ]           |
| Danemark | Brian Riemer            | 24 octobre 2024   | 9 mois et 27 jours         | [ 157 ]           |
| Écosse | Steve Clarke            | 14 mai 2019       | 6 ans, 3 mois et 6 jours   | [ 158 ]           |
| Espagne | Luis de la Fuente       | 8 décembre 2022   | 2 ans, 8 mois et 12 jours  | [ 159 ]           |
| Estonie | Jürgen Henn             | 15 mai 2024       | 1 an, 3 mois et 5 jours    | [ 160 ]           |
| Finlande | Jacob Friis             | 20 janvier 2025   | 7 mois                     | [ 161 ]           |
| France | Didier Deschamps        | 8 juillet 2012    | 13 ans, 1 mois et 12 jours | [ 162 ]           |
| Géorgie | Willy Sagnol            | 15 février 2021   | 4 ans, 6 mois et 5 jours   | [ 163 ]           |
| Gibraltar | Scott Wiseman           | 4 mars 2025       | 5 mois et 16 jours         | [ 164 ]           |
| Grèce | Ivan Jovanović          | 1er août 2024     | 1 an et 19 jours           | [ 165 ]           |
| Hongrie | Marco Rossi             | 19 juin 2018      | 7 ans, 2 mois et 1 jour    | [ 166 ]           |
| Îles Féroé | Eyðun Klakstein         | 17 février 2025   | 6 mois et 3 jours          | [ 167 ]           |
| Irlande du Nord | Michael O'Neill         | 7 décembre 2022   | 2 ans, 8 mois et 13 jours  | [ 168 ]           |
| Islande | Arnar Gunnlaugsson      | 16 janvier 2025   | 7 mois et 4 jours          | [ 169 ]           |
| Israël | Alon Hazan              | 26 avril 2022     | 3 ans, 3 mois et 25 jours  | [réf. nécessaire] |
| Italie | Gennaro Gattuso         | 15 juin 2025      | 2 mois et 5 jours          | [ 170 ]           |
| Kazakhstan | Stanislav Tchertchessov | 3 juin 2024       | 1 an, 2 mois et 17 jours   | [ 171 ]           |
| Kosovo | Franco Foda             | 17 février 2024   | 1 an, 6 mois et 3 jours    | [ 172 ]           |
| Lettonie | Paolo Nicolato          | 6 février 2024    | 1 an, 6 mois et 14 jours   | [ 173 ]           |
| Liechtenstein | Konrad Fünfstück        | 24 mai 2023       | 2 ans, 2 mois et 27 jours  | [ 174 ]           |
| Lituanie | Edgaras Jankauskas      | 12 janvier 2023   | 2 ans, 7 mois et 8 jours   | [ 175 ]           |
| Luxembourg | Jeff Strasser           | 19 août 2025      | 1 jour                     | [ 176 ]           |
| Macédoine du Nord | Blagoja Milevski        | 26 juin 2021      | 4 ans, 1 mois et 25 jours  | [ 177 ]           |
| Malte | Emilio De Leo           | 13 janvier 2025   | 7 mois et 7 jours          | [ 178 ]           |
| Moldavie | Serghei Cleșcenco       | 3 décembre 2021   | 3 ans, 8 mois et 17 jours  | [ 179 ]           |
| Monténégro | Robert Prosinečki       | 3 février 2024    | 1 an, 6 mois et 17 jours   | [ 180 ]           |
| Norvège | Ståle Solbakken         | 3 décembre 2020   | 4 ans, 8 mois et 17 jours  | [ 181 ]           |
| Pays-Bas | Ronald Koeman           | 1er janvier 2023  | 2 ans, 7 mois et 19 jours  | [ 182 ]           |
| Pays de Galles | Craig Bellamy           | 9 juillet 2024    | 1 an, 1 mois et 11 jours   | [ 183 ]           |
| Pologne | Jan Urban               | 16 juillet 2025   | 1 mois et 4 jours          | [ 184 ]           |
| Portugal | Roberto Martínez        | 9 janvier 2023    | 2 ans, 7 mois et 11 jours  | [ 185 ]           |
| République d'Irlande | Heimir Hallgrimsson     | 10 juillet 2024   | 1 an, 1 mois et 10 jours   | [ 186 ]           |
| Roumanie | Mircea Lucescu          | 6 août 2024       | 1 an et 14 jours           | [ 187 ]           |
| Russie | Valeri Karpine          | 23 juillet 2021   | 4 ans et 28 jours          | [ 188 ]           |
| Saint-Marin | Roberto Cevoli          | 15 décembre 2023  | 1 an, 8 mois et 5 jours    | [ 189 ]           |
| Serbie | Dragan Stojković        | 20 février 2021   | 4 ans et 6 mois            | [ 190 ]           |
| Slovaquie | Francesco Calzona       | 30 août 2022      | 2 ans, 11 mois et 21 jours | [ 191 ]           |
| Slovénie | Matjaž Kek              | 27 novembre 2018  | 6 ans, 8 mois et 24 jours  | [ 192 ]           |
| Suède | Jon Dahl Tomasson       | 27 février 2024   | 1 an, 5 mois et 24 jours   | [ 193 ]           |
| Suisse | Murat Yakın             | 9 août 2021       | 4 ans et 11 jours          | [ 194 ]           |
| Tchéquie | Ivan Hašek              | 4 janvier 2024    | 1 an, 7 mois et 16 jours   | [ 195 ]           |
| Turquie | Vincenzo Montella       | 21 septembre 2023 | 1 an, 10 mois et 30 jours  | [ 196 ]           |
| Ukraine | Serhiy Rebrov           | 7 juin 2023       | 2 ans, 2 mois et 13 jours  | [ 197 ]           |

## Sélectionneurs vainqueurs de la Coupe du monde

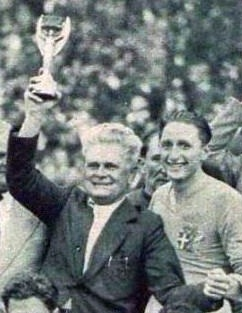
Vittorio Pozzo, seul sélectionneur ayant remporté deux fois la Coupe du monde (1934 et 1938)

| \| Édition \| Date \| Organisateur(s) \| Nation championne \| Sélectionneur vainqueur \| \| 1re \| 1930 \| Uruguay \| Uruguay \| Alberto Suppici \| \| 2e \| 1934 \| Royaume d'Italie \| Italie \| Vittorio Pozzo \| \| 3e \| 1938 \| France \| Italie (2) \| Vittorio Pozzo (2) \| \| 4e \| 1950 \| Brésil \| Uruguay (2) \| Juan López Fontana \| \| 5e \| 1954 \| Suisse \| Allemagne de l'Ouest \| Sepp Herberger \| \| 6e \| 1958 \| Suède \| Brésil \| Vicente Feola \| \| 7e \| 1962 \| Chili \| Brésil (2) \| Aymoré Moreira \| \| 8e \| 1966 \| Angleterre \| Angleterre \| Alf Ramsey \| \| 9e \| 1970 \| Mexique \| Brésil (3) \| Mário Zagallo \| \| 10e \| 1974 \| Allemagne de l'Ouest \| Allemagne de l'Ouest (2) \| Helmut Schön \| \| 11e \| 1978 \| Argentine \| Argentine \| César Luis Menotti \| \| 12e \| 1982 \| Espagne \| Italie (3) \| Enzo Bearzot \| \| 13e \| 1986 \| Mexique (2) \| Argentine (2) \| Carlos Salvador Bilardo \| \| 14e \| 1990 \| Italie (2) \| Allemagne de l'Ouest (3) \| Franz Beckenbauer \| \| 15e \| 1994 \| États-Unis \| Brésil (4) \| Carlos Alberto Parreira \| \| 16e \| 1998 \| France (2) \| France \| Aimé Jacquet \| \| 17e \| 2002 \| Corée du Sud Japon \| Brésil (5) \| Luiz Felipe Scolari \| \| 18e \| 2006 \| Allemagne (2) \| Italie (4) \| Marcello Lippi \| \| 19e \| 2010 \| Afrique du Sud \| Espagne \| Vicente del Bosque \| \| 20e \| 2014 \| Brésil (2) \| Allemagne (4) \| Joachim Löw \| \| 21e \| 2018 \| Russie \| France (2) \| Didier Deschamps \| \| 22e \| 2022 \| Qatar \| Argentine (3) \| Lionel Scaloni \| \| 23e \| 2026 \| Canada États-Unis (2) Mexique (3) \| \| \| \| 24e \| 2030 \| Argentine (2) Espagne (2) Maroc Paraguay Portugal Uruguay (2) \| \| \| \| 25e \| 2034 \| Arabie saoudite \| \| \| |      |                                                               |                          |                         |
| Édition | Date | Organisateur(s)                                               | Nation championne        | Sélectionneur vainqueur |
| 1re | 1930 | Uruguay                                                       | Uruguay                  | Alberto Suppici         |
| 2e | 1934 | Royaume d'Italie                                              | Italie                   | Vittorio Pozzo          |
| 3e | 1938 | France                                                        | Italie (2)               | Vittorio Pozzo (2)      |
| 4e | 1950 | Brésil                                                        | Uruguay (2)              | Juan López Fontana      |
| 5e | 1954 | Suisse                                                        | Allemagne de l'Ouest     | Sepp Herberger          |
| 6e | 1958 | Suède                                                         | Brésil                   | Vicente Feola           |
| 7e | 1962 | Chili                                                         | Brésil (2)               | Aymoré Moreira          |
| 8e | 1966 | Angleterre                                                    | Angleterre               | Alf Ramsey              |
| 9e | 1970 | Mexique                                                       | Brésil (3)               | Mário Zagallo           |
| 10e | 1974 | Allemagne de l'Ouest                                          | Allemagne de l'Ouest (2) | Helmut Schön            |
| 11e | 1978 | Argentine                                                     | Argentine                | César Luis Menotti      |
| 12e | 1982 | Espagne                                                       | Italie (3)               | Enzo Bearzot            |
| 13e | 1986 | Mexique (2)                                                   | Argentine (2)            | Carlos Salvador Bilardo |
| 14e | 1990 | Italie (2)                                                    | Allemagne de l'Ouest (3) | Franz Beckenbauer       |
| 15e | 1994 | États-Unis                                                    | Brésil (4)               | Carlos Alberto Parreira |
| 16e | 1998 | France (2)                                                    | France                   | Aimé Jacquet            |
| 17e | 2002 | Corée du Sud Japon                                            | Brésil (5)               | Luiz Felipe Scolari     |
| 18e | 2006 | Allemagne (2)                                                 | Italie (4)               | Marcello Lippi          |
| 19e | 2010 | Afrique du Sud                                                | Espagne                  | Vicente del Bosque      |
| 20e | 2014 | Brésil (2)                                                    | Allemagne (4)            | Joachim Löw             |
| 21e | 2018 | Russie                                                        | France (2)               | Didier Deschamps        |
| 22e | 2022 | Qatar                                                         | Argentine (3)            | Lionel Scaloni          |
| 23e | 2026 | Canada États-Unis (2) Mexique (3)                             |                          |                         |
| 24e | 2030 | Argentine (2) Espagne (2) Maroc Paraguay Portugal Uruguay (2) |                          |                         |
| 25e | 2034 | Arabie saoudite                                               |                          |                         |

## Sélectionneurs vainqueurs d'une compétition continentale

### AFC-Coupe d'Asie des nations

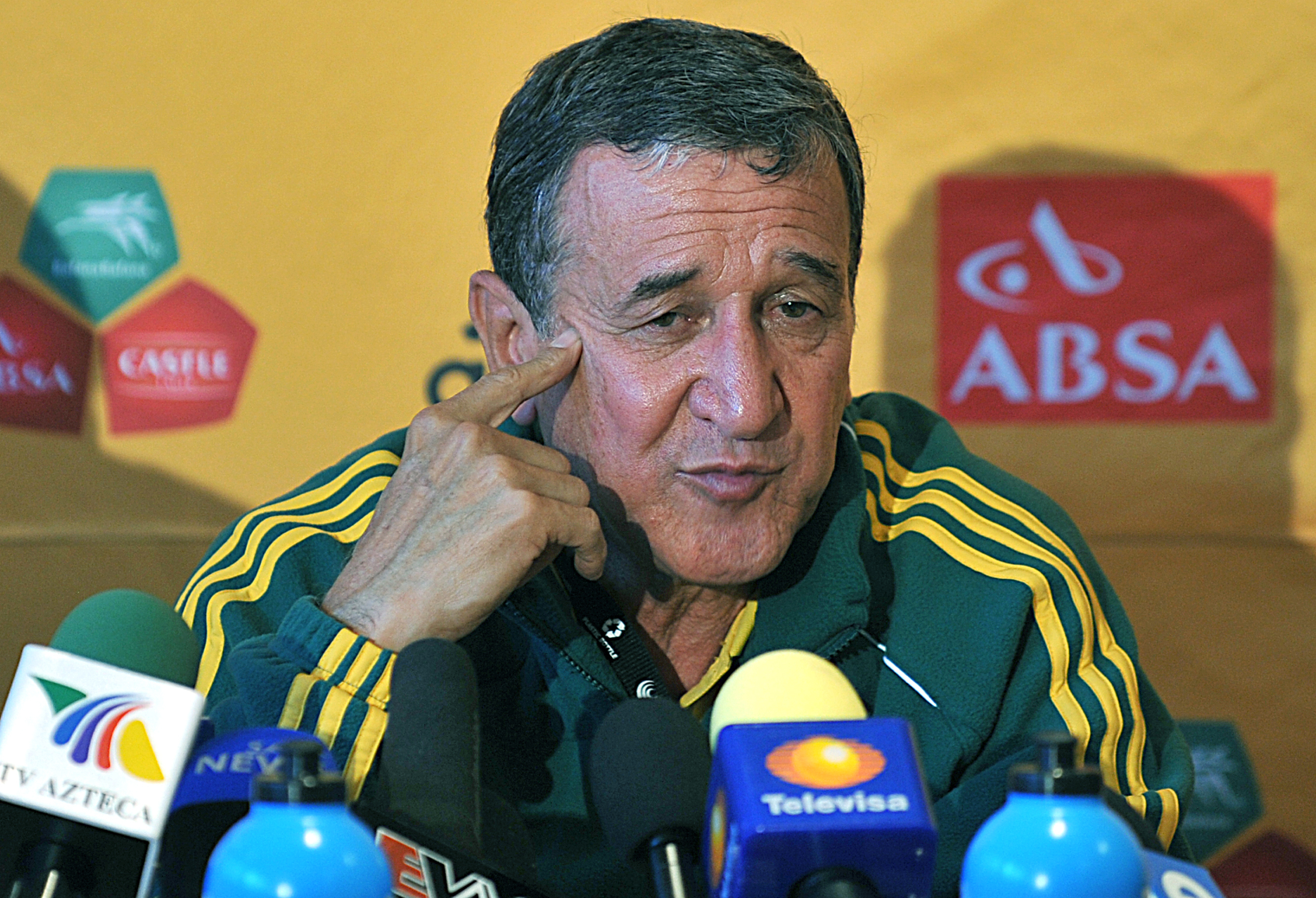
Carlos Alberto Parreira, seul sélectionneur ayant remporté deux fois la Coupe d'Asie des nations (1980 et 1988)

| \| Édition \| Date \| Organisateur(s) \| Nation championne \| Sélectionneur vainqueur \| \| 1re \| 1956 \| Hong Kong \| Corée du Sud \| Lee Yoo-Hyung \| \| 2e \| 1960 \| Corée du Sud \| Corée du Sud (2) \| Wui Hye-deok \| \| 3e \| 1964 \| Israël \| Israël \| Yosef Mirmovich \| \| 4e \| 1968 \| Iran \| Iran \| Mahmoud Bayati \| \| 5e \| 1972 \| Thaïlande \| Iran (2) \| Mohammad Ranjbar \| \| 6e \| 1976 \| Iran (2) \| Iran (3) \| Heshmat Mohajerani \| \| 7e \| 1980 \| Koweït \| Koweït \| Carlos Alberto Parreira \| \| 8e \| 1984 \| Singapour \| Arabie saoudite \| Khalil Ibrahim al-Zayani \| \| 9e \| 1988 \| Qatar \| Arabie saoudite (2) \| Carlos Alberto Parreira (2) \| \| 10e \| 1992 \| Japon \| Japon \| Marius Johan Ooft \| \| 11e \| 1996 \| Émirats arabes unis \| Arabie saoudite (3) \| Nelo Vingada \| \| 12e \| 2000 \| Liban \| Japon (2) \| Philippe Troussier \| \| 13e \| 2004 \| Chine \| Japon (3) \| Zico \| \| 14e \| 2007 \| Indonésie Malaisie Thaïlande (2) Vietnam \| Irak \| Jorvan Vieira \| \| 15e \| 2011 \| Qatar (2) \| Japon (4) \| Alberto Zaccheroni \| \| 16e \| 2015 \| Australie \| Australie \| Ange Postecoglou \| \| 17e \| 2019 \| Émirats arabes unis (2) \| Qatar \| Félix Sánchez Bas \| \| 18e \| 2024 \| Qatar (3) \| Qatar (2) \| Tintín Márquez \| \| 19e \| 2027 \| Arabie saoudite \| \| \| |      |                                          |                     |                             |
| Édition | Date | Organisateur(s)                          | Nation championne   | Sélectionneur vainqueur     |
| 1re | 1956 | Hong Kong                                | Corée du Sud        | Lee Yoo-Hyung               |
| 2e | 1960 | Corée du Sud                             | Corée du Sud (2)    | Wui Hye-deok                |
| 3e | 1964 | Israël                                   | Israël              | Yosef Mirmovich             |
| 4e | 1968 | Iran                                     | Iran                | Mahmoud Bayati              |
| 5e | 1972 | Thaïlande                                | Iran (2)            | Mohammad Ranjbar            |
| 6e | 1976 | Iran (2)                                 | Iran (3)            | Heshmat Mohajerani          |
| 7e | 1980 | Koweït                                   | Koweït              | Carlos Alberto Parreira     |
| 8e | 1984 | Singapour                                | Arabie saoudite     | Khalil Ibrahim al-Zayani    |
| 9e | 1988 | Qatar                                    | Arabie saoudite (2) | Carlos Alberto Parreira (2) |
| 10e | 1992 | Japon                                    | Japon               | Marius Johan Ooft           |
| 11e | 1996 | Émirats arabes unis                      | Arabie saoudite (3) | Nelo Vingada                |
| 12e | 2000 | Liban                                    | Japon (2)           | Philippe Troussier          |
| 13e | 2004 | Chine                                    | Japon (3)           | Zico                        |
| 14e | 2007 | Indonésie Malaisie Thaïlande (2) Vietnam | Irak                | Jorvan Vieira               |
| 15e | 2011 | Qatar (2)                                | Japon (4)           | Alberto Zaccheroni          |
| 16e | 2015 | Australie                                | Australie           | Ange Postecoglou            |
| 17e | 2019 | Émirats arabes unis (2)                  | Qatar               | Félix Sánchez Bas           |
| 18e | 2024 | Qatar (3)                                | Qatar (2)           | Tintín Márquez              |
| 19e | 2027 | Arabie saoudite                          |                     |                             |

### CAF-Coupe d'Afrique des nations

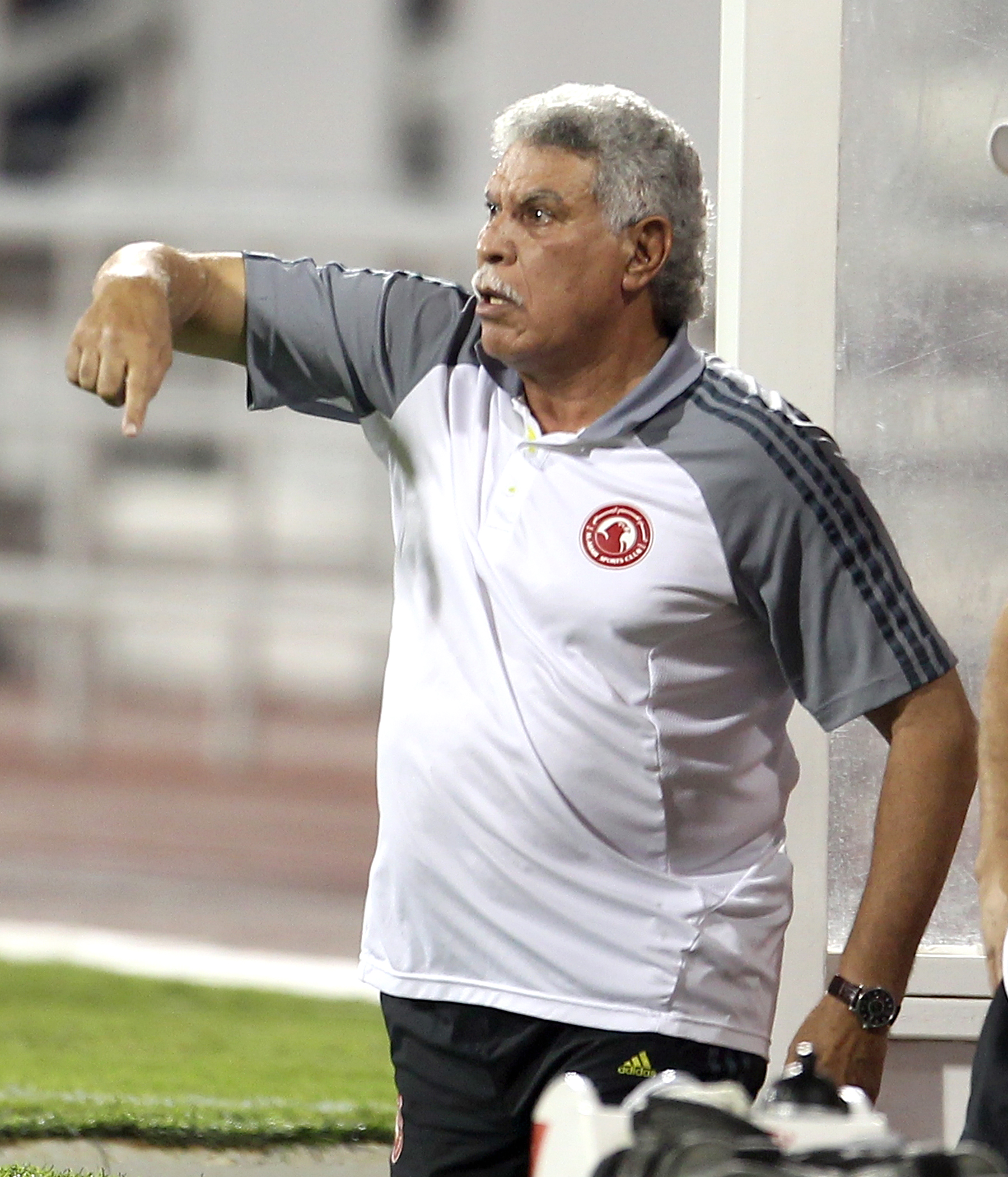
Hassan Shehata, seul sélectionneur ayant remporté trois fois d'affilée la Coupe d'Afrique des nations (2006, 2008 et 2010)

| \| Édition \| Date \| Organisateur(s) \| Nation championne \| Sélectionneur vainqueur \| \| 1re \| 1957 \| Soudan \| Égypte \| Mourad Fahmy \| \| 2e \| 1959 \| République arabe unie \| République arabe unie (2) [a] \| Pál Titkos \| \| 3e \| 1962 \| Éthiopie \| Éthiopie \| Slavko Milošević Ydnekatchew Tessema \| \| 4e \| 1963 \| Ghana \| Ghana \| Charles Kumi Gyamfi \| \| 5e \| 1965 \| Tunisie \| Ghana (2) \| Charles Kumi Gyamfi (2) \| \| 6e \| 1968 \| Éthiopie (2) \| Congo Kinshasa[b] \| Ferenc Csanádi \| \| 7e \| 1970 \| Soudan (2) \| Soudan \| Jiří Starosta \| \| 8e \| 1972 \| Cameroun \| Congo \| Adolphe Bibanzoulou \| \| 9e \| 1974 \| Égypte (2) \| Zaïre (2) [c] \| Blagoje Vidinić \| \| 10e \| 1976 \| Éthiopie (3) \| Maroc \| Gheorghe Mărdărescu \| \| 11e \| 1978 \| Ghana (2) \| Ghana (3) \| Fred Osam-Duodu \| \| 12e \| 1980 \| Nigeria \| Nigeria \| Otto Glória \| \| 13e \| 1982 \| Libye \| Ghana (4) \| Charles Kumi Gyamfi (3) \| \| 14e \| 1984 \| Côte d'Ivoire \| Cameroun \| Radivoje Ognjanović \| \| 15e \| 1986 \| Égypte (3) \| Égypte (3) \| Mike Smith \| \| 16e \| 1988 \| Maroc \| Cameroun (2) \| Claude Le Roy \| \| 17e \| 1990 \| Algérie \| Algérie \| Abdelhamid Kermali \| \| 18e \| 1992 \| Sénégal \| Côte d'Ivoire \| Martial Yeo \| \| 19e \| 1994 \| Tunisie (2) \| Nigeria (2) \| Clemens Westerhof \| \| 20e \| 1996 \| Afrique du Sud \| Afrique du Sud \| Clive William Barker \| \| 21e \| 1998 \| Burkina Faso \| Égypte (4) \| Mahmoud Al-Gohary \| \| 22e \| 2000 \| Ghana (3) Nigeria (2) \| Cameroun (3) \| Pierre Lechantre \| \| 23e \| 2002 \| Mali \| Cameroun (4) \| Winfried Schäfer \| \| 24e \| 2004 \| Tunisie (3) \| Tunisie \| Roger Lemerre \| \| 25e \| 2006 \| Égypte (4) \| Égypte (5) \| Hassan Shehata \| \| 26e \| 2008 \| Ghana (4) \| Égypte (6) \| Hassan Shehata (2) \| \| 27e \| 2010 \| Angola \| Égypte (7) \| Hassan Shehata (3) \| \| 28e \| 2012 \| Gabon Guinée équatoriale \| Zambie \| Hervé Renard \| \| 29e \| 2013 \| Afrique du Sud (2) \| Nigeria (3) \| Stephen Keshi \| \| 30e \| 2015 \| Guinée équatoriale (2) \| Côte d'Ivoire (2) \| Hervé Renard (2) \| \| 31e \| 2017 \| Gabon (2) \| Cameroun (5) \| Hugo Broos \| \| 32e \| 2019 \| Égypte (5) \| Algérie (2) \| Djamel Belmadi \| \| 33e \| 2022 \| Cameroun (2) \| Sénégal \| Aliou Cissé \| \| 34e \| 2024 \| Côte d'Ivoire (2) \| Côte d'Ivoire (3) \| Émerse Faé \| \| 35e \| 2025 \| Maroc (2) \| \| \| \| 36e \| 2027 \| Kenya Ouganda Tanzanie \| \| \| |      |                          |                           |                                      |
| Édition | Date | Organisateur(s)          | Nation championne         | Sélectionneur vainqueur              |
| 1re | 1957 | Soudan                   | Égypte                    | Mourad Fahmy                         |
| 2e | 1959 | République arabe unie    | République arabe unie (2) | Pál Titkos                           |
| 3e | 1962 | Éthiopie                 | Éthiopie                  | Slavko Milošević Ydnekatchew Tessema |
| 4e | 1963 | Ghana                    | Ghana                     | Charles Kumi Gyamfi                  |
| 5e | 1965 | Tunisie                  | Ghana (2)                 | Charles Kumi Gyamfi (2)              |
| 6e | 1968 | Éthiopie (2)             | Congo Kinshasa            | Ferenc Csanádi                       |
| 7e | 1970 | Soudan (2)               | Soudan                    | Jiří Starosta                        |
| 8e | 1972 | Cameroun                 | Congo                     | Adolphe Bibanzoulou                  |
| 9e | 1974 | Égypte (2)               | Zaïre (2)                 | Blagoje Vidinić                      |
| 10e | 1976 | Éthiopie (3)             | Maroc                     | Gheorghe Mărdărescu                  |
| 11e | 1978 | Ghana (2)                | Ghana (3)                 | Fred Osam-Duodu                      |
| 12e | 1980 | Nigeria                  | Nigeria                   | Otto Glória                          |
| 13e | 1982 | Libye                    | Ghana (4)                 | Charles Kumi Gyamfi (3)              |
| 14e | 1984 | Côte d'Ivoire            | Cameroun                  | Radivoje Ognjanović                  |
| 15e | 1986 | Égypte (3)               | Égypte (3)                | Mike Smith                           |
| 16e | 1988 | Maroc                    | Cameroun (2)              | Claude Le Roy                        |
| 17e | 1990 | Algérie                  | Algérie                   | Abdelhamid Kermali                   |
| 18e | 1992 | Sénégal                  | Côte d'Ivoire             | Martial Yeo                          |
| 19e | 1994 | Tunisie (2)              | Nigeria (2)               | Clemens Westerhof                    |
| 20e | 1996 | Afrique du Sud           | Afrique du Sud            | Clive William Barker                 |
| 21e | 1998 | Burkina Faso             | Égypte (4)                | Mahmoud Al-Gohary                    |
| 22e | 2000 | Ghana (3) Nigeria (2)    | Cameroun (3)              | Pierre Lechantre                     |
| 23e | 2002 | Mali                     | Cameroun (4)              | Winfried Schäfer                     |
| 24e | 2004 | Tunisie (3)              | Tunisie                   | Roger Lemerre                        |
| 25e | 2006 | Égypte (4)               | Égypte (5)                | Hassan Shehata                       |
| 26e | 2008 | Ghana (4)                | Égypte (6)                | Hassan Shehata (2)                   |
| 27e | 2010 | Angola                   | Égypte (7)                | Hassan Shehata (3)                   |
| 28e | 2012 | Gabon Guinée équatoriale | Zambie                    | Hervé Renard                         |
| 29e | 2013 | Afrique du Sud (2)       | Nigeria (3)               | Stephen Keshi                        |
| 30e | 2015 | Guinée équatoriale (2)   | Côte d'Ivoire (2)         | Hervé Renard (2)                     |
| 31e | 2017 | Gabon (2)                | Cameroun (5)              | Hugo Broos                           |
| 32e | 2019 | Égypte (5)               | Algérie (2)               | Djamel Belmadi                       |
| 33e | 2022 | Cameroun (2)             | Sénégal                   | Aliou Cissé                          |
| 34e | 2024 | Côte d'Ivoire (2)        | Côte d'Ivoire (3)         | Émerse Faé                           |
| 35e | 2025 | Maroc (2)                |                           |                                      |
| 36e | 2027 | Kenya Ouganda Tanzanie   |                           |                                      |

### CONCACAF-Gold Cup/Ligue des nations

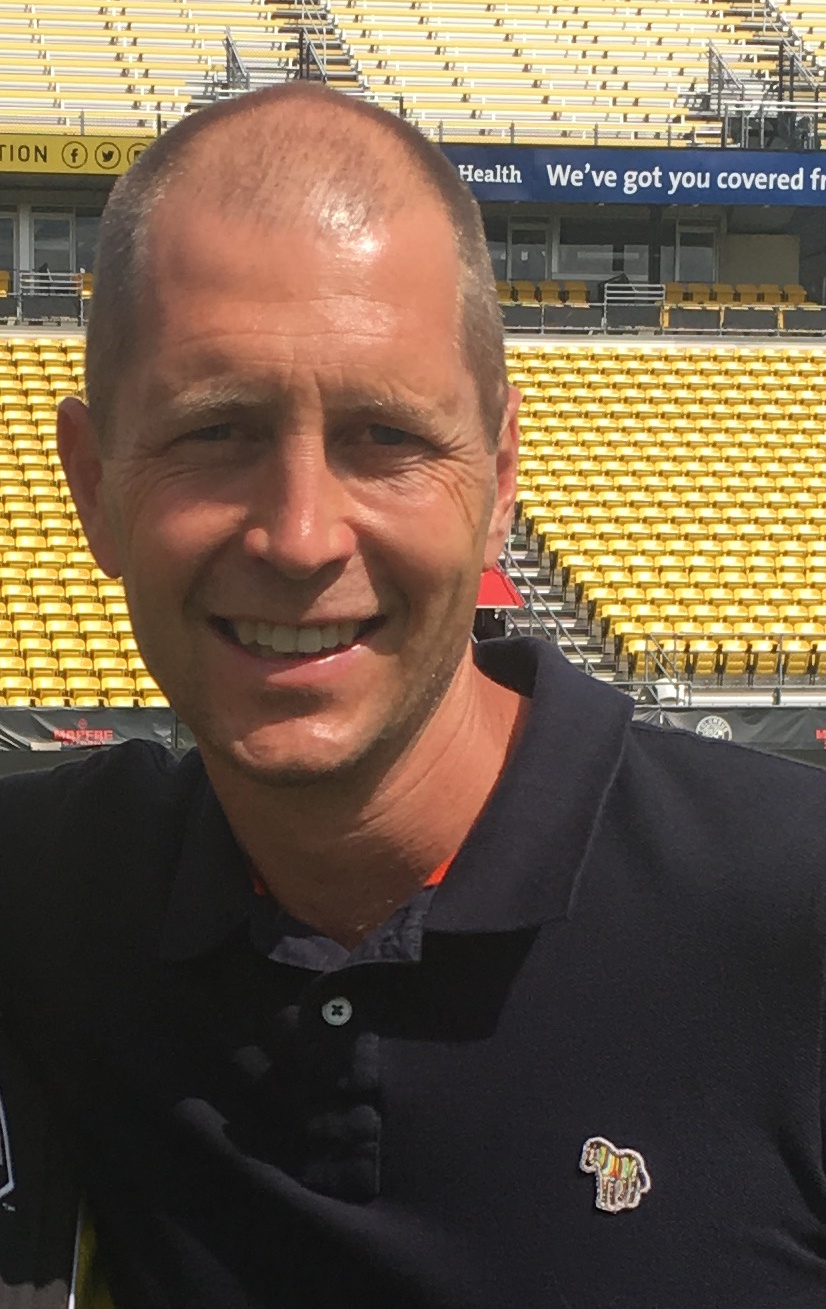
Gregg Berhalter, seul sélectionneur ayant remporté les deux compétitions continentales (Ligue des nations 2020 et 2024, Gold Cup 2021)

| Édition | Date | Organisateur(s)                         | Nation championne | Sélectionneur vainqueur |
| 1re     | 1963 | Salvador                                | Costa Rica        | Alfredo Piedra          |
| 2e      | 1965 | Guatemala                               | Mexique           | Ignacio Trelles         |
| 3e      | 1967 | Honduras                                | Guatemala         | Rubén Amorín            |
| 4e      | 1969 | Costa Rica                              | Costa Rica (2)    | Marvin Rodríguez        |
| 5e      | 1971 | Trinité-et-Tobago                       | Mexique (2)       | Javier de la Torre      |
| 6e      | 1973 | Haïti                                   | Haïti             | Antoine Tassy           |
| 7e      | 1977 | Mexique                                 | Mexique (3)       | José Antonio Roca       |
| 8e      | 1981 | Honduras (2)                            | Honduras          | José de la Paz Herrera  |
| 9e      | 1985 | [ d ]                                   | Canada            | Tony Waiters            |
| 10e     | 1989 | [ d ]                                   | Costa Rica (3)    | Marvin Rodríguez (2)    |
| 11e     | 1991 | États-Unis                              | États-Unis        | Bora Milutinović        |
| 12e     | 1993 | États-Unis (2) Mexique (2)              | Mexique (4)       | Miguel Mejía Barón      |
| 13e     | 1996 | États-Unis (3)                          | Mexique (5)       | Bora Milutinović (2)    |
| 14e     | 1998 | États-Unis (4)                          | Mexique (6)       | Manuel Lapuente         |
| 15e     | 2000 | États-Unis (5)                          | Canada (2)        | Holger Osieck           |
| 16e     | 2002 | États-Unis (6)                          | États-Unis (2)    | Bruce Arena             |
| 17e     | 2003 | États-Unis (7) Mexique (3)              | Mexique (7)       | Ricardo La Volpe        |
| 18e     | 2005 | États-Unis (8)                          | États-Unis (3)    | Bruce Arena (2)         |
| 19e     | 2007 | États-Unis (9)                          | États-Unis (4)    | Bob Bradley             |
| 20e     | 2009 | États-Unis (10)                         | Mexique (8)       | Javier Aguirre          |
| 21e     | 2011 | États-Unis (11)                         | Mexique (9)       | José Manuel de la Torre |
| 22e     | 2013 | États-Unis (12)                         | États-Unis (5)    | Jürgen Klinsmann        |
| 23e     | 2015 | Canada États-Unis (13)                  | Mexique (10)      | Miguel Herrera          |
| 24e     | 2017 | États-Unis (14)                         | États-Unis (6)    | Bruce Arena (3)         |
| 25e     | 2019 | Costa Rica (2) États-Unis (15) Jamaïque | Mexique (11)      | Gerardo Martino         |
| 26e     | 2021 | États-Unis (16)                         | États-Unis (7)    | Gregg Berhalter         |
| 27e     | 2023 | Canada (2) États-Unis (17)              | Mexique (12)      | Jaime Lozano            |
| 28e     | 2025 | Canada (3) États-Unis (18)              | Mexique (13)      | Javier Aguirre Onaindía |

| Édition | Date      | Organisateur de la phase finale | Nation championne | Sélectionneur vainqueur |
| 1re     | 2019-2020 | États-Unis                      | États-Unis        | Gregg Berhalter         |
| 2e      | 2022-2023 | États-Unis (2)                  | États-Unis (2)    | B. J. Callaghan         |
| 3e      | 2023-2024 | États-Unis (3)                  | États-Unis (3)    | Gregg Berhalter (2)     |
| 4e      | 2024-2025 | États-Unis (4)                  | Mexique           | Javier Aguirre Onaindía |

### CONMEBOL-Copa América

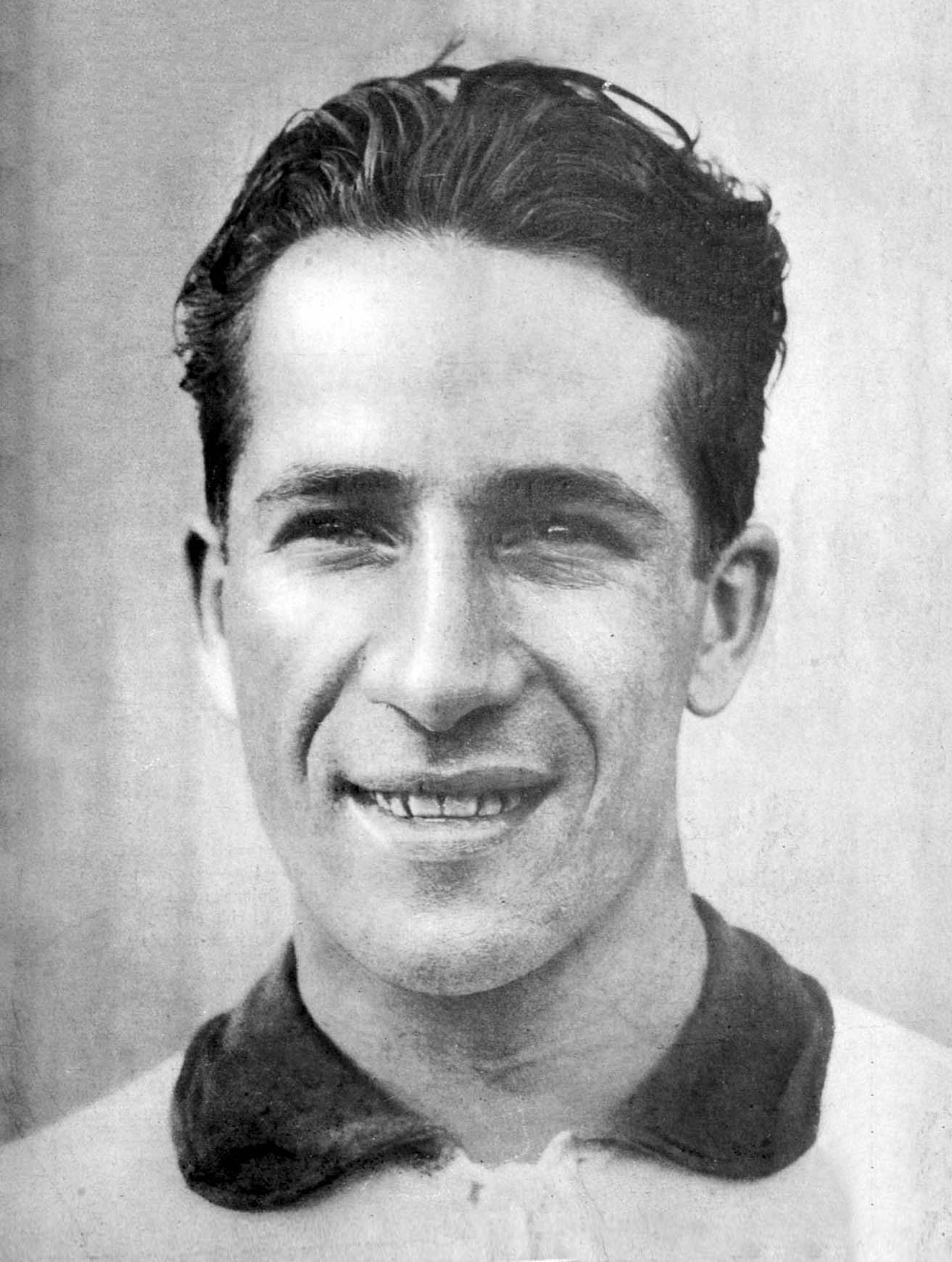
Guillermo Stábile, seul sélectionneur ayant remporté six fois la Copa América (1941, 1945, 1946, 1947, 1955 et 1957)

| \| Édition \| Date \| Organisateur(s) \| Nation championne \| Sélectionneur vainqueur \| \| 1re \| 1916 \| Argentine \| Uruguay \| Alfredo Foglino Jorge Pacheco \| \| 2e \| 1917 \| Uruguay \| Uruguay (2) \| Ramón Platero \| \| 3e \| 1919 \| Brésil \| Brésil \| Haroldo Domingues \| \| 4e \| 1920 \| Chili \| Uruguay (3) \| Ernesto Fígoli \| \| 5e \| 1921 \| Argentine (2) \| Argentine \| Pedro Calomino \| \| 6e \| 1922 \| Brésil (2) \| Brésil (2) \| Laís \| \| 7e \| 1923 \| Uruguay (2) \| Uruguay (4) \| Leonardo De Lucca \| \| 8e \| 1924 \| Uruguay (3) \| Uruguay (5) \| Ernesto Meliante \| \| 9e \| 1925 \| Argentine (3) \| Argentine (2) \| Américo Tesoriere \| \| 10e \| 1926 \| Chili (2) \| Uruguay (6) \| Ernesto Fígoli (2) Andrés Mazali \| \| 11e \| 1927 \| Pérou \| Argentine (3) \| José Lago Millán \| \| 12e \| 1929 \| Argentine (4) \| Argentine (4) \| Francisco Olazar Juan José Tramutola \| \| 13e \| 1935 \| Pérou (2) \| Uruguay (7) \| Raúl Blanco \| \| 14e \| 1937 \| Argentine (5) \| Argentine (5) \| Manuel Seoane \| \| 15e \| 1939 \| Pérou (3) \| Pérou \| Jack Greenwell \| \| 16e \| 1941 \| Chili (3) \| Argentine (6) \| Guillermo Stábile \| \| 17e \| 1942 \| Uruguay (4) \| Uruguay (8) \| Pedro Cea \| \| 18e \| 1945 \| Chili (4) \| Argentine (7) \| Guillermo Stábile (2) \| \| 19e \| 1946 \| Argentine (6) \| Argentine (8) \| Guillermo Stábile (3) \| \| 20e \| 1947 \| Équateur \| Argentine (9) \| Guillermo Stábile (4) \| \| 21e \| 1949 \| Brésil (3) \| Brésil (3) \| Flávio Costa \| \| 22e \| 1953 \| Pérou (4) \| Paraguay \| Manuel Fleitas Solich \| \| 23e \| 1955 \| Chili (5) \| Argentine (10) \| Guillermo Stábile (5) \| \| 24e \| 1956 \| Uruguay (5) \| Uruguay (9) \| Hugo Bagnulo \| \| 25e \| 1957 \| Pérou (5) \| Argentine (11) \| Guillermo Stábile (6) \| \| 26e \| 1959 - A \| Argentine (7) \| Argentine (12) \| Victorio Spinetto José Della Torre José Barreiro \| \| 27e \| 1959 - B \| Équateur (2) \| Uruguay (10) \| Juan Carlos Corazzo \| \| 28e \| 1963 \| Bolivie \| Bolivie \| Danilo Alvim \| \| 29e \| 1967 \| Uruguay (6) \| Uruguay (11) \| Juan Carlos Corazzo (2) \| \| 30e \| 1975 \| [d] \| Pérou (2) \| Marcos Calderón \| \| 31e \| 1979 \| [d] \| Paraguay (2) \| Ranulfo Miranda \| \| 32e \| 1983 \| [d] \| Uruguay (12) \| Omar Borrás \| \| 33e \| 1987 \| Argentine (8) \| Uruguay (13) \| Roberto Fleitas \| \| 34e \| 1989 \| Brésil (4) \| Brésil (4) \| Sebastião Lazaroni \| \| 35e \| 1991 \| Chili (6) \| Argentine (13) \| Alfio Basile \| \| 36e \| 1993 \| Équateur (3) \| Argentine (14) \| Alfio Basile (2) \| \| 37e \| 1995 \| Uruguay (7) \| Uruguay (14) \| Héctor Núñez \| \| 38e \| 1997 \| Bolivie (2) \| Brésil (5) \| Mário Zagallo \| \| 39e \| 1999 \| Paraguay \| Brésil (6) \| Vanderlei Luxemburgo \| \| 40e \| 2001 \| Colombie \| Colombie \| Francisco Maturana \| \| 41e \| 2004 \| Pérou (6) \| Brésil (7) \| Carlos Alberto Parreira \| \| 42e \| 2007 \| Venezuela \| Brésil (8) \| Dunga \| \| 43e \| 2011 \| Argentine (9) \| Uruguay (15) \| Óscar Tabárez \| \| 44e \| 2015 \| Chili (7) \| Chili \| Jorge Sampaoli \| \| 45e \| 2016 \| États-Unis \| Chili (2) \| Juan Antonio Pizzi \| \| 46e \| 2019 \| Brésil (5) \| Brésil (9) \| Tite \| \| 47e \| 2021 \| Brésil (6) \| Argentine (15) \| Lionel Scaloni \| \| 48e \| 2024 \| États-Unis (2) \| Argentine (16) \| Lionel Scaloni (2) \| \| 49e \| 2028 \| Paraguay (2) \| \| \| |          |                 |                   |                                                  |
| Édition | Date     | Organisateur(s) | Nation championne | Sélectionneur vainqueur                          |
| 1re | 1916     | Argentine       | Uruguay           | Alfredo Foglino Jorge Pacheco                    |
| 2e | 1917     | Uruguay         | Uruguay (2)       | Ramón Platero                                    |
| 3e | 1919     | Brésil          | Brésil            | Haroldo Domingues                                |
| 4e | 1920     | Chili           | Uruguay (3)       | Ernesto Fígoli                                   |
| 5e | 1921     | Argentine (2)   | Argentine         | Pedro Calomino                                   |
| 6e | 1922     | Brésil (2)      | Brésil (2)        | Laís                                             |
| 7e | 1923     | Uruguay (2)     | Uruguay (4)       | Leonardo De Lucca                                |
| 8e | 1924     | Uruguay (3)     | Uruguay (5)       | Ernesto Meliante                                 |
| 9e | 1925     | Argentine (3)   | Argentine (2)     | Américo Tesoriere                                |
| 10e | 1926     | Chili (2)       | Uruguay (6)       | Ernesto Fígoli (2) Andrés Mazali                 |
| 11e | 1927     | Pérou           | Argentine (3)     | José Lago Millán                                 |
| 12e | 1929     | Argentine (4)   | Argentine (4)     | Francisco Olazar Juan José Tramutola             |
| 13e | 1935     | Pérou (2)       | Uruguay (7)       | Raúl Blanco                                      |
| 14e | 1937     | Argentine (5)   | Argentine (5)     | Manuel Seoane                                    |
| 15e | 1939     | Pérou (3)       | Pérou             | Jack Greenwell                                   |
| 16e | 1941     | Chili (3)       | Argentine (6)     | Guillermo Stábile                                |
| 17e | 1942     | Uruguay (4)     | Uruguay (8)       | Pedro Cea                                        |
| 18e | 1945     | Chili (4)       | Argentine (7)     | Guillermo Stábile (2)                            |
| 19e | 1946     | Argentine (6)   | Argentine (8)     | Guillermo Stábile (3)                            |
| 20e | 1947     | Équateur        | Argentine (9)     | Guillermo Stábile (4)                            |
| 21e | 1949     | Brésil (3)      | Brésil (3)        | Flávio Costa                                     |
| 22e | 1953     | Pérou (4)       | Paraguay          | Manuel Fleitas Solich                            |
| 23e | 1955     | Chili (5)       | Argentine (10)    | Guillermo Stábile (5)                            |
| 24e | 1956     | Uruguay (5)     | Uruguay (9)       | Hugo Bagnulo                                     |
| 25e | 1957     | Pérou (5)       | Argentine (11)    | Guillermo Stábile (6)                            |
| 26e | 1959 - A | Argentine (7)   | Argentine (12)    | Victorio Spinetto José Della Torre José Barreiro |
| 27e | 1959 - B | Équateur (2)    | Uruguay (10)      | Juan Carlos Corazzo                              |
| 28e | 1963     | Bolivie         | Bolivie           | Danilo Alvim                                     |
| 29e | 1967     | Uruguay (6)     | Uruguay (11)      | Juan Carlos Corazzo (2)                          |
| 30e | 1975     | [ d ]           | Pérou (2)         | Marcos Calderón                                  |
| 31e | 1979     | [ d ]           | Paraguay (2)      | Ranulfo Miranda                                  |
| 32e | 1983     | [ d ]           | Uruguay (12)      | Omar Borrás                                      |
| 33e | 1987     | Argentine (8)   | Uruguay (13)      | Roberto Fleitas                                  |
| 34e | 1989     | Brésil (4)      | Brésil (4)        | Sebastião Lazaroni                               |
| 35e | 1991     | Chili (6)       | Argentine (13)    | Alfio Basile                                     |
| 36e | 1993     | Équateur (3)    | Argentine (14)    | Alfio Basile (2)                                 |
| 37e | 1995     | Uruguay (7)     | Uruguay (14)      | Héctor Núñez                                     |
| 38e | 1997     | Bolivie (2)     | Brésil (5)        | Mário Zagallo                                    |
| 39e | 1999     | Paraguay        | Brésil (6)        | Vanderlei Luxemburgo                             |
| 40e | 2001     | Colombie        | Colombie          | Francisco Maturana                               |
| 41e | 2004     | Pérou (6)       | Brésil (7)        | Carlos Alberto Parreira                          |
| 42e | 2007     | Venezuela       | Brésil (8)        | Dunga                                            |
| 43e | 2011     | Argentine (9)   | Uruguay (15)      | Óscar Tabárez                                    |
| 44e | 2015     | Chili (7)       | Chili             | Jorge Sampaoli                                   |
| 45e | 2016     | États-Unis      | Chili (2)         | Juan Antonio Pizzi                               |
| 46e | 2019     | Brésil (5)      | Brésil (9)        | Tite                                             |
| 47e | 2021     | Brésil (6)      | Argentine (15)    | Lionel Scaloni                                   |
| 48e | 2024     | États-Unis (2)  | Argentine (16)    | Lionel Scaloni (2)                               |
| 49e | 2028     | Paraguay (2)    |                   |                                                  |

### OFC-Coupe d'Océanie

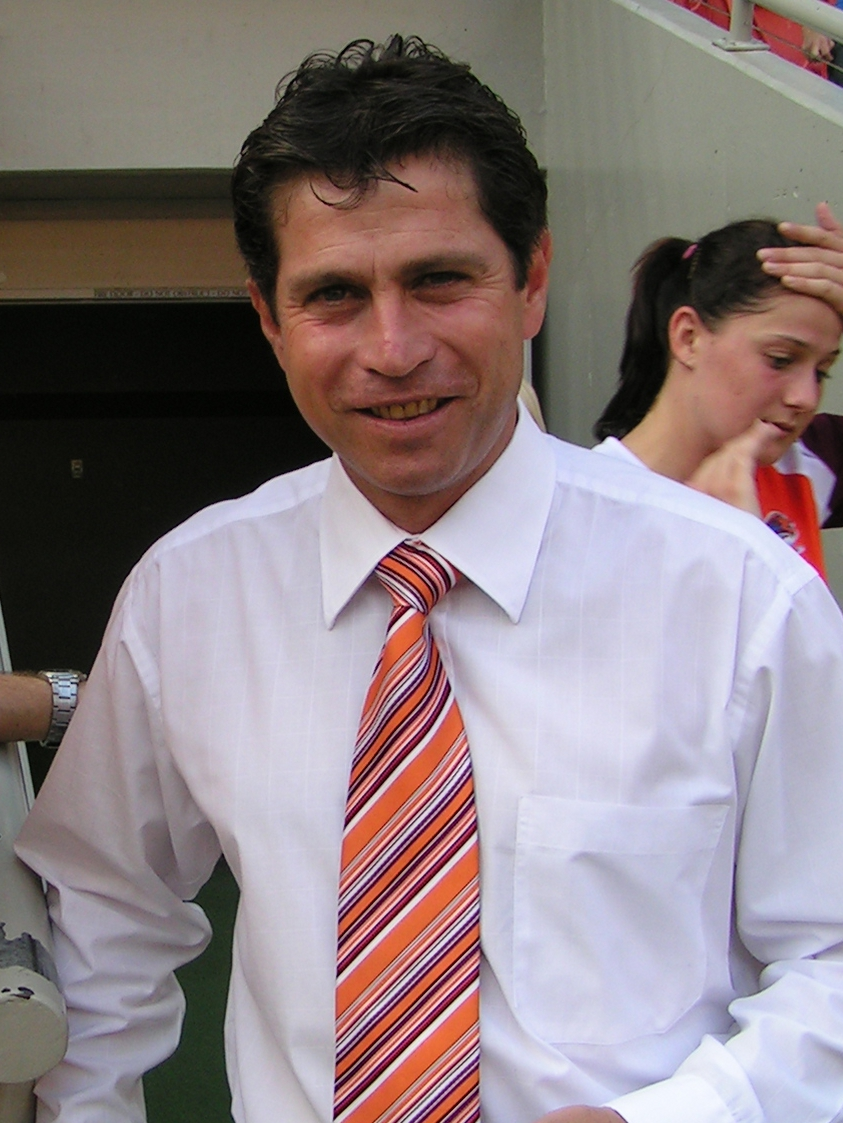
Frank Farina, seul sélectionneur ayant remporté deux fois la Coupe d'Océanie (2000 et 2004)

| \| Édition \| Date \| Organisateur(s) \| Nation championne \| Sélectionneur vainqueur \| \| 1re \| 1973 \| Nouvelle-Zélande \| Nouvelle-Zélande \| Barrie Truman \| \| 2e \| 1980 \| Nouvelle-Calédonie \| Australie \| Rudi Gutendorf \| \| 3e \| 1996 \| [d] \| Australie (2) \| Eddie Thomson Raul Blanco \| \| 4e \| 1998 \| Australie \| Nouvelle-Zélande (2) \| Ken Dugdale \| \| 5e \| 2000 \| Tahiti \| Australie (3) \| Frank Farina \| \| 6e \| 2002 \| Nouvelle-Zélande (2) \| Nouvelle-Zélande (3) \| Mick Waitt \| \| 7e \| 2004 \| Australie (2) \| Australie (4) \| Frank Farina (2) \| \| 8e \| 2008 \| [d] \| Nouvelle-Zélande (4) \| Ricki Herbert \| \| 9e \| 2012 \| Îles Salomon \| Tahiti \| Eddy Etaeta \| \| 10e \| 2016 \| Papouasie-Nouvelle-Guinée \| Nouvelle-Zélande (5) \| Anthony Hudson \| \| 11e \| 2024 \| Fidji Vanuatu \| Nouvelle-Zélande (6) \| Darren Bazeley \| |      |                           |                      |                           |
| Édition | Date | Organisateur(s)           | Nation championne    | Sélectionneur vainqueur   |
| 1re | 1973 | Nouvelle-Zélande          | Nouvelle-Zélande     | Barrie Truman             |
| 2e | 1980 | Nouvelle-Calédonie        | Australie            | Rudi Gutendorf            |
| 3e | 1996 | [ d ]                     | Australie (2)        | Eddie Thomson Raul Blanco |
| 4e | 1998 | Australie                 | Nouvelle-Zélande (2) | Ken Dugdale               |
| 5e | 2000 | Tahiti                    | Australie (3)        | Frank Farina              |
| 6e | 2002 | Nouvelle-Zélande (2)      | Nouvelle-Zélande (3) | Mick Waitt                |
| 7e | 2004 | Australie (2)             | Australie (4)        | Frank Farina (2)          |
| 8e | 2008 | [ d ]                     | Nouvelle-Zélande (4) | Ricki Herbert             |
| 9e | 2012 | Îles Salomon              | Tahiti               | Eddy Etaeta               |
| 10e | 2016 | Papouasie-Nouvelle-Guinée | Nouvelle-Zélande (5) | Anthony Hudson            |
| 11e | 2024 | Fidji Vanuatu             | Nouvelle-Zélande (6) | Darren Bazeley            |

### UEFA-Championnat d'Europe/Ligue des nations

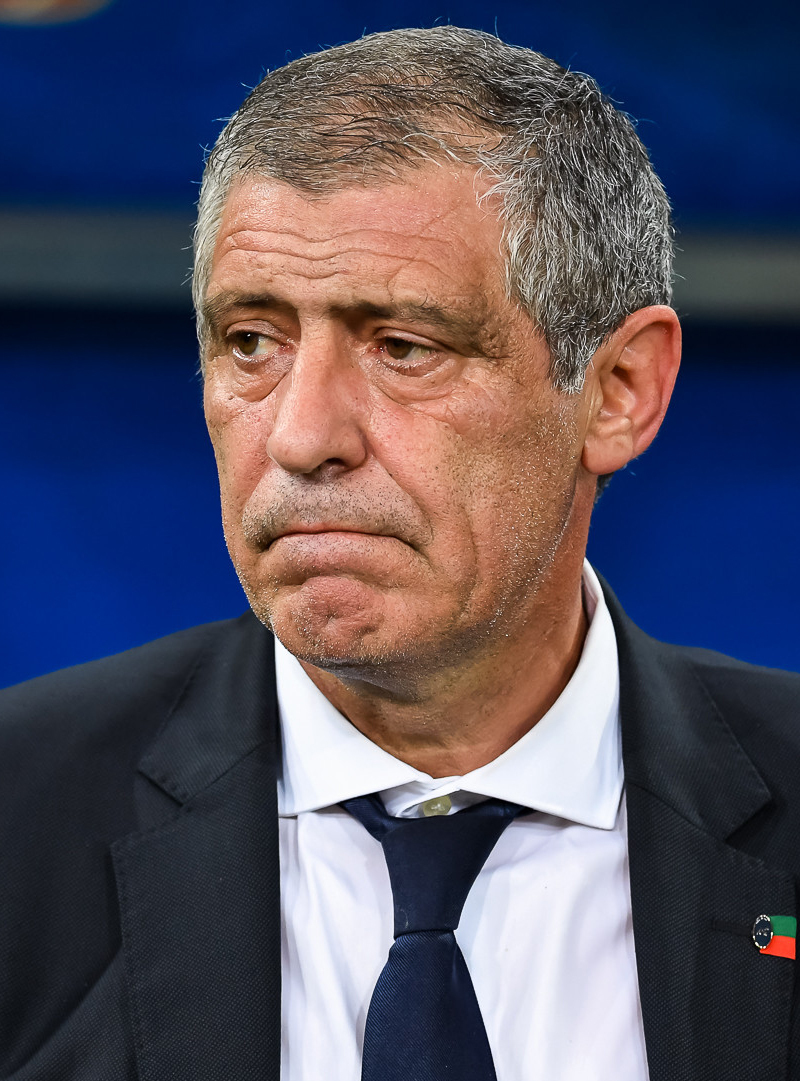
Fernando Santos, un des deux sélectionneur ayant remporté les deux compétitions continentales avec l'espagnol Luis de la Fuente

| Édition | Date | Organisateur(s)                                              | Nation championne        | Sélectionneur vainqueur |
| 1re     | 1960 | France                                                       | Union soviétique         | Gavriil Kachalin        |
| 2e      | 1964 | Espagne                                                      | Espagne                  | José Villalonga         |
| 3e      | 1968 | Italie                                                       | Italie                   | Ferruccio Valcareggi    |
| 4e      | 1972 | Belgique                                                     | Allemagne de l'Ouest     | Helmut Schön            |
| 5e      | 1976 | Yougoslavie                                                  | Tchécoslovaquie          | Václav Ježek            |
| 6e      | 1980 | Italie (2)                                                   | Allemagne de l'Ouest (2) | Jupp Derwall            |
| 7e      | 1984 | France (2)                                                   | France                   | Michel Hidalgo          |
| 8e      | 1988 | Allemagne de l'Ouest                                         | Pays-Bas                 | Rinus Michels           |
| 9e      | 1992 | Suède                                                        | Danemark                 | Richard Møller Nielsen  |
| 10e     | 1996 | Angleterre                                                   | Allemagne (3)            | Berti Vogts             |
| 11e     | 2000 | Belgique (2) Pays-Bas                                        | France (2)               | Roger Lemerre           |
| 12e     | 2004 | Portugal                                                     | Grèce                    | Otto Rehhagel           |
| 13e     | 2008 | Autriche Suisse                                              | Espagne (2)              | Luis Aragonés           |
| 14e     | 2012 | Pologne Ukraine                                              | Espagne (3)              | Vicente del Bosque      |
| 15e     | 2016 | France (3)                                                   | Portugal                 | Fernando Santos         |
| 16e     | 2021 | [ e ]                                                        | Italie (2)               | Roberto Mancini         |
| 17e     | 2024 | Allemagne (2)                                                | Espagne (4)              | Luis de la Fuente       |
| 18e     | 2028 | Angleterre (2) Écosse Irlande Irlande du Nord Pays de Galles |                          |                         |
| 19e     | 2032 | Italie (3) Turquie                                           |                          |                         |

| Édition | Date      | Organisateur phase finale | Nation championne | Sélectionneur vainqueur |
| 1re     | 2018-2019 | Portugal                  | Portugal          | Fernando Santos         |
| 2e      | 2020-2021 | Italie                    | France            | Didier Deschamps        |
| 3e      | 2022-2023 | Pays-Bas                  | Espagne           | Luis de la Fuente       |
| 4e      | 2024-2025 | Allemagne                 | Portugal (2)      | Roberto Martínez        |